# Organizzazione militare dei Mongoli

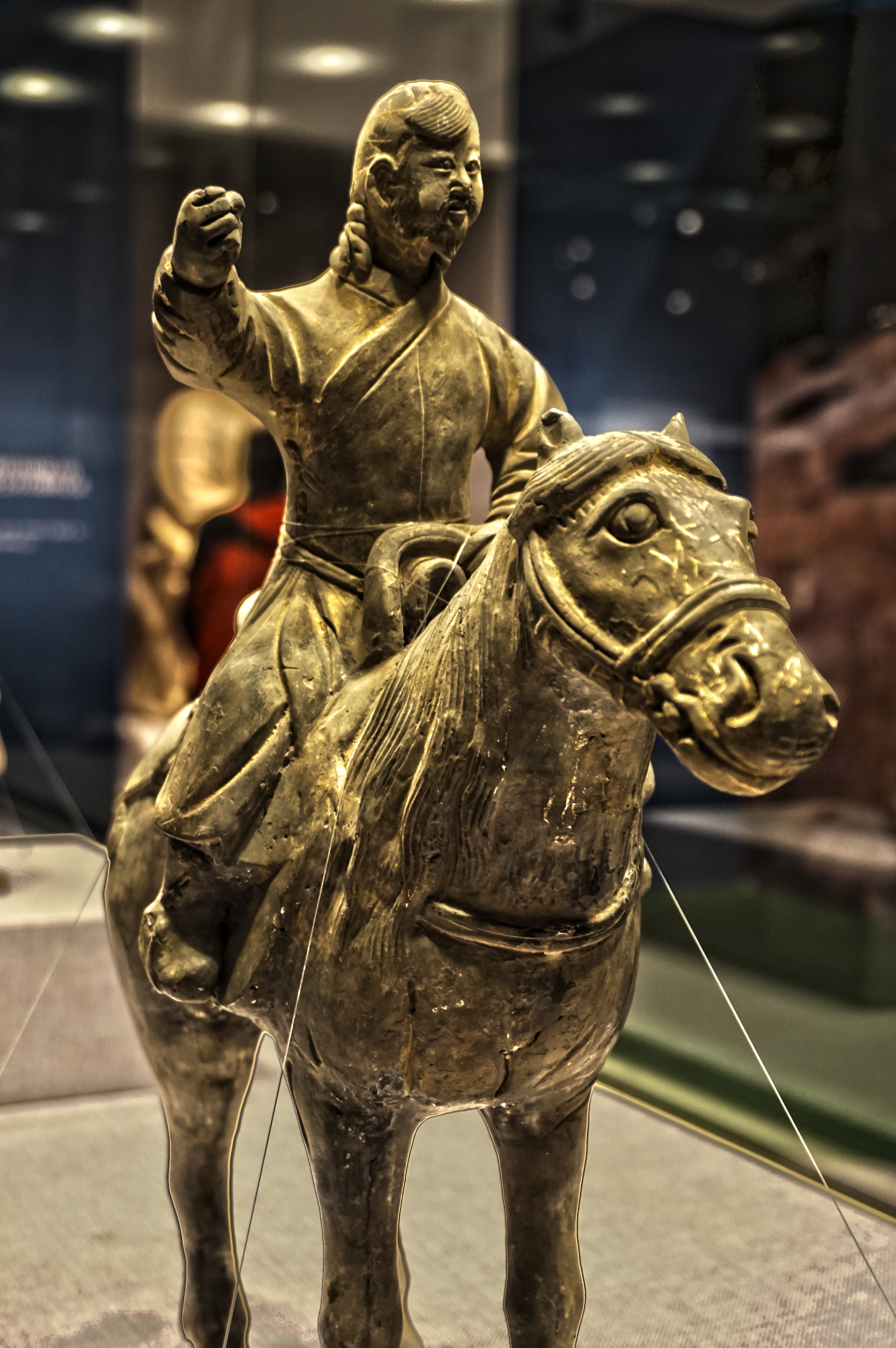
Statuetta di cavaliere mongolo della dinastia Yuan.

L'organizzazione militare dei Mongoli consentì loro di conquistare quasi tutta l'Asia continentale, insieme a parti del Medio Oriente e dell'Europa orientale tra XIII e XIV secolo.
Il sistema fu ottenuto da un eterogeneo insieme di elementi diversi: la tradizione frugale e le tattiche mordi e fuggi tipiche dei nomadi della steppa eurasiatica cui i mongoli appartenevano; le innovazioni di Gengis Khan (1162-1227), dei suoi generali e dei suoi successori; la poliorcetica delle culture con cui i mongoli si scontrarono (fond. cinesi e persiani). Esperti tecnici stranieri furono spesso integrati nella struttura di comando. In molti casi, i mongoli sconfissero eserciti significativamente più grandi.
Il trasferimento di truppe tra le unità dell'armata era proibito. Ufficiali e sottufficiali avevano significativa licenza d'eseguire gli ordini nel modo che ritenevano migliore. Questa struttura di comando altamente flessibile consentiva all'esercito mongolo di attaccare in massa, dividersi in gruppi più piccoli per circondare i nemici e condurli in un'imboscata o dividersi in micro-gruppi di circa 10 unità per intercettare il nemico in fuga e distruggerlo. I singoli soldati erano responsabili dell'equipaggiamento, delle armi e dovevano mantenere fino a cinque cavalli. Le loro famiglie e le loro mandrie li accompagnavano nelle spedizioni all'estero.
Al di sopra delle altre unità c'era una forza d'élite chiamata Kheshig che funzionava come guardia imperiale e scuola per potenziali giovani ufficiali: es. Subedei, un potente generale mongolo, iniziò la sua carriera proprio nel Kheshig.

## Caratteristiche fondamentali
Seppur seppero servirsene per costruire il secondo impero più vasto della storia (24,0 milioni di km² all'apice della sua estensione; popolazione stimata intorno ai 100 milioni di persone, cioè l'allora 25,6% del totale mondiale), nonché il più vasto impero con totale continuità territoriale e il più vasto impero di terra, le caratteristiche fondamentali dell'organizzazione militare mongola aggiunsero poco o nulla al bagaglio militare già impiegato, in Asia quanto in Europa, dai precedenti imperi nomadi della steppa, su tutti gli Unni e, soprattutto, gli Avari.

### Mobilità

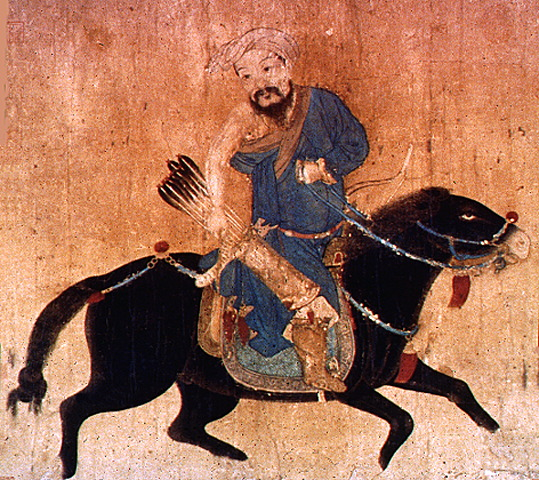
Disegno di un soldato mongolo mobile con arco e frecce che indossa un deel. Il braccio destro è seminudo a causa del caldo.

La spina dorsale dell'esercito mongolo, da Gengis Khan (r. 1206-1227) a Tamerlano (r. 1370-1405), fu costituita da arcieri a cavallo. Nello specifico, l'orda mongola di Gengis e successori si compose quasi unicamente di forze di cavalleria (v. seguito). Ogni soldato mongolo manteneva tipicamente 3 o 4 cavalli. Cambiare i cavalli spesso permetteva loro di viaggiare ad alta velocità per giorni senza fermarsi o logorare gli animali. Quando un cavallo si stancava, il cavaliere ne montava un altro, lasciando il primo animale libero di seguitare a viaggiare con meno peso. La loro capacità di vivere della terra e, in situazioni estreme, dei loro animali (soprattutto latte di giumenta), rendeva i loro eserciti molto meno dipendenti dal tradizionale apparato logistico degli eserciti agrari. In alcuni casi, come durante l'invasione dell'Ungheria del 1241, coprirono fino a 100 miglia (160 km) al giorno, cosa sconosciuta agli altri eserciti dell'epoca.
La mobilità dei singoli soldati permise d'inviarli in missioni esplorative di grande successo, raccogliendo informazioni sui percorsi e cercando un terreno di scontro adatto alle tattiche di combattimento preferite dai mongoli.
Durante l'invasione della Rus' di Kiev (1237-1242), i mongoli usarono i fiumi ghiacciati come autostrade e l'inverno, il periodo dell'anno solitamente vietato per qualsiasi attività importante a causa del freddo intenso, divenne il loro periodo preferito per colpire.
Per evitare la micidiale pioggia di missili, i nemici spesso si allargavano o cercavano riparo, rompendo le loro formazioni e rendendole più vulnerabili alle cariche dei lancieri. Allo stesso modo, quando si raggruppavano in fitte formazioni quadrate o a falange, diventavano più vulnerabili alle frecce.
Una volta che il nemico fosse stato ritenuto sufficientemente indebolito, i noyan avrebbero dato l'ordine. I tamburi suonavano e le bandiere di segnalazione sventolavano, dicendo ai lancieri di iniziare la loro carica. Spesso, la devastazione delle frecce era sufficiente per sbaragliare un nemico, quindi i lancieri erano necessari solo per aiutare a inseguire e spazzare via i resti. Nella battaglia di Mohi (1241), i mongoli lasciarono un vuoto nei loro ranghi, attirandovi gli ungheresi che si sparpagliarono nella campagna divenendo facili prede per gli arcieri a cavallo che li tormentavano a distanza mentre i lancieri caricavano contro di loro.

### Allenamento e disciplina

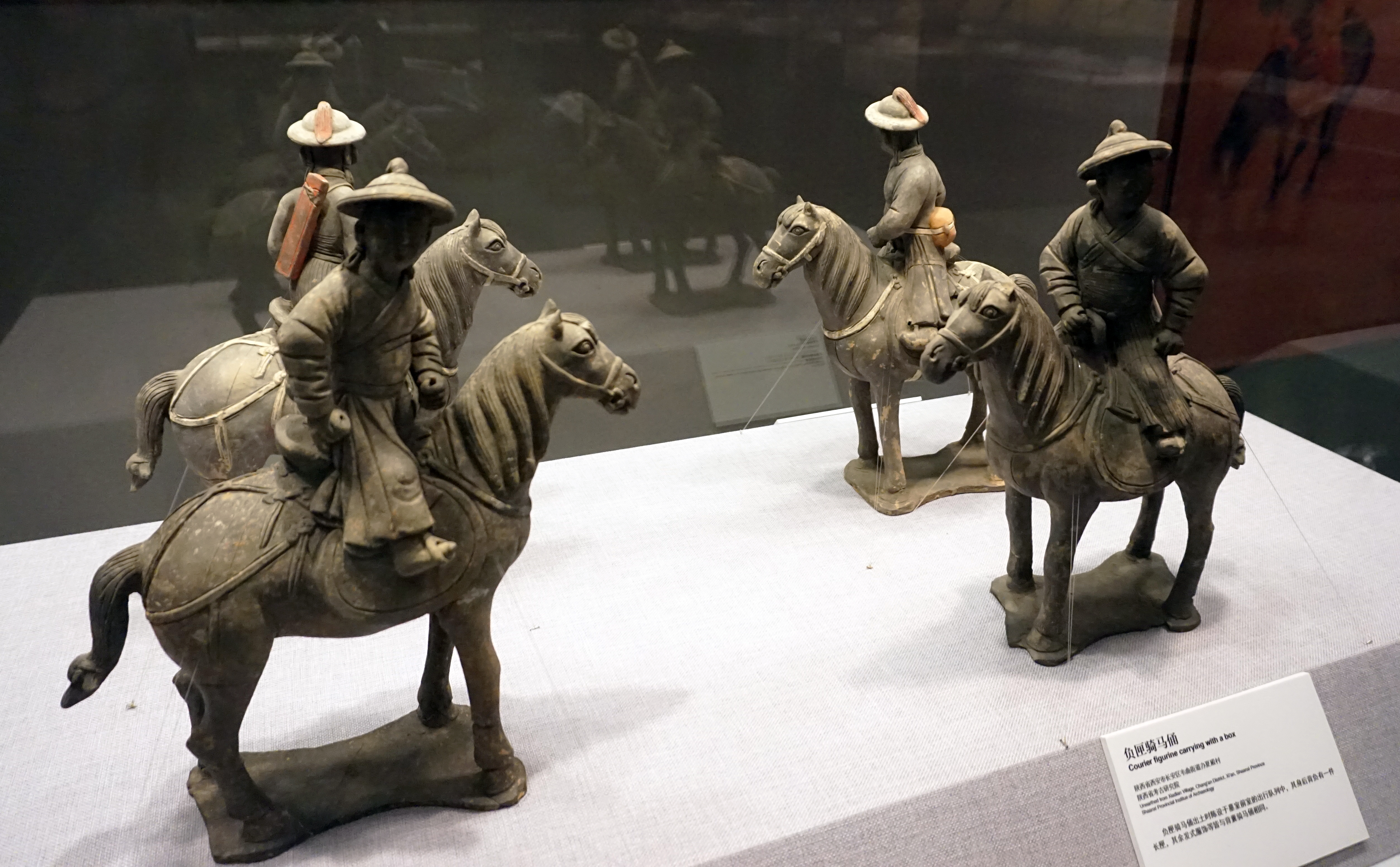
Statuette di cavalieri della dinastia Yuan.

Gli eserciti mongoli praticavano ripetutamente l'equitazione, il tiro con l'arco e le tattiche, le formazioni e le rotazioni delle unità. Questo addestramento era mantenuto da una disciplina severa ma non eccessivamente dura o irragionevole.
Agli ufficiali e ai soldati era concesso un ampio margine di manovra dai loro superiori nell'esecuzione dei loro ordini, a condizione che gli obiettivi generali fossero ben serviti e gli ordini prontamente obbediti. I mongoli evitarono così le insidie della disciplina eccessivamente rigida e della microgestione che spesso ostacolarono le forze armate nel corso della storia. Tutti i soldati dovevano essere incondizionatamente fedeli gli uni agli altri, ai loro superiori e specialmente al Khan. Se un soldato fuggiva la battaglia, lui e tutto il suo arban avrebbero affrontato insieme la pena di morte. Altri crimini capitali erano il saccheggio non autorizzato, abbandonare un compagno di arban o dormire durante la guardia.

### Un esercito di cavalieri

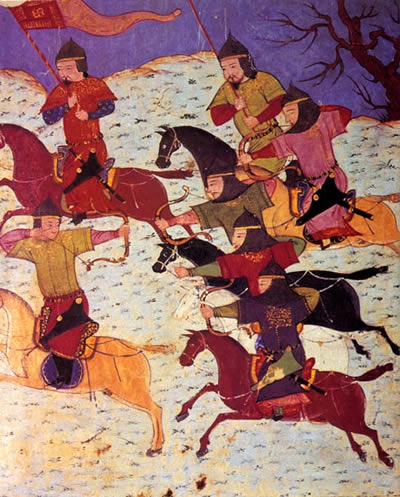
Cavalleria mongola all'attacco - ill. in Jami' al-tawarikh (1430-1434), BnF, SM. Supplément Persan 1113.

Nell'estate del 1219, durante la sua campagna in Corasmia, Gengis Khan radunò un'armata di oltre 150.000 uomini, tutti cavalieri ad eccezione di circa 10.000 genieri d'assedio cinesi.
Sei soldati mongoli su dieci erano arcieri a cavallo, classificabili come cavalleria leggera. I restanti quattro erano lancieri corazzati e armati più pesantemente destinati ad operare come truppe d'urto di cavalleria pesante. La cavalleria leggera mongola era estremamente "leggera" rispetto agli standard dei contemporanei ed eseguiva tattiche e manovre che sarebbero state poco pratiche per un nemico più pesante come la cavalleria pesante europea.
I mongoli proteggevano i loro cavalli allo stesso modo di loro stessi, con armature lamellari. La barda mongola era divisa in cinque parti e progettata per proteggere ogni parte del cavallo, compresa la testa coperta da apposita testiera assicurata su ciascun lato del collo.
Tutte le selle mongole erano dotate di staffe, un vantaggio tecnico che facilitava all'arciere mongolo la torsione del busto per tirare in tutte le direzioni, anche all'indietro. I mongoli rilasciavano la freccia nel momento in cui il cavallo al galoppo staccava tutti e quattro gli zoccoli da terra, assicurandosi un tiro costante e preciso.

Il guerriero mongolo faceva affidamento sulla sua mandria di cavalli come fonte di cibo (latte e carne); pelle per archi, scarpe e armature; sterco essiccato come combustibile; crine per corde, stendardi di battaglia, strumenti musicali e decorazioni per gli elmi. Il latte di giumenta era utilizzato anche per le cerimonie sciamaniche propiziatorie. Il cavallo era usato anche per la caccia, spesso utile come addestramento militare. Se un guerriero moriva in battaglia, a volte veniva sacrificato un cavallo con lui per fornirgli una cavalcatura per l'aldilà.
Ogni soldato mongolo aveva da 2 a 10 cavalli. Quando una monta era stanca, il cavaliere passava ad un'altra. Ciò li ha resi uno degli eserciti più veloci del mondo nonché uno dei più vulnerabile alla carenza di foraggio. Le campagne nelle regioni aride come l'Asia centrale o le regioni boscose della Cina meridionale erano quindi difficili e, anche in un terreno steppico ideale, una forza mongola doveva continuare a muoversi per garantire pascoli sufficienti per la sua massiccia mandria di cavalli.

## Organizzazione e corpo ufficiali

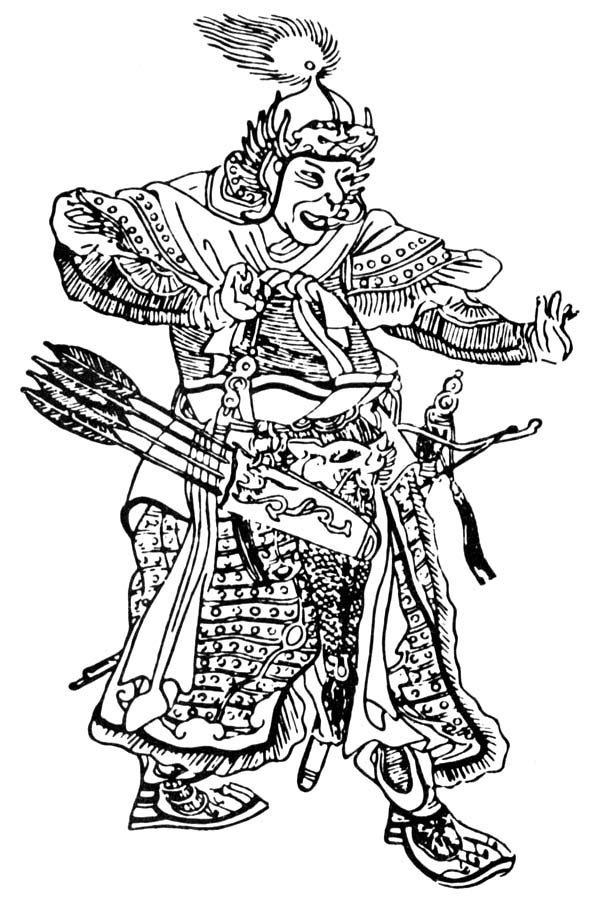
Il grande condottiero mongolo Subedei in una incisione coeva cinese.

Si dovette a Gengis Khan l'organizzazione del nuovo stato mongolo che permise di superare i limiti dell'ordinamento tribale. Le tribù unificate dei Mongoli adottarono un sistema militare basato sul sistema numerico decimale, simile a quello degli Unni e già ampiamente in uso sia tra i Turchi sia tra i Tungusi: l'esercito fu suddiviso in decurie (Arban), centurie (Yagun), chiliarchie/miliarchie (Minghaan) e infine miriarchie (Tumen) di soldati e tale riorganizzazione divenne permanente, in tempo di pace tanto quanto in guerra.
Ognuno di questi comandanti, noti complessivamente come noyan guidava i soldati in guerra ed in tempo di pace comandava su di loro e sulle loro famiglie. Lasciare un noyan per un altro era un crimine punito con la morte. Ogni noyan aveva il compito d'ispezionare armi ed equipaggiamento dei sottoposti prima della battaglia per non incorrere in qualche punizione in caso d'ispezione del khan.
| Nome per la dimensione dell'unità militare | Numero di uomini |
| ------------------------------------------ | ---------------- |
| Arban                                      | 10               |
| Yagun                                      | 100              |
| Minghaan                                   | 1000             |
| Tumen                                      | 10.000           |

Le fondamenta del potere del Gran Khan, capo supremo dello stato e dell'esercito, stavano nella natura obbligatoria del servizio che impediva a chiunque di disertare il posto o il lavoro assegnati, pena la morte, tanto da fare dal soldato mongolo, ancora al tempo di Tamerlano, «lo schiavo del suo superiore». Al di sotto del Khan stava la sua famiglia, il clan Borjigin, e a seguire la schiera degli ufficiali.
L'armata mongola standard era composta da 2-3 tumen. Tipicamente avanzavano su un ampio fronte, profondo cinque linee: le prime tre composte da arcieri a cavallo e le ultime due da lancieri. L'armata era sempre divisa in tre corpi: ala sinistra (Jungar), centro (Khol) e ala destra (Baraunghar). In presenza del Khan, il centro sarebbe stato occupato dal Kheshig (v. seguito).
All'incoronazione di Gengis Khan nel 1206, l'armata mongola contava 96.000 effettivi, saliti a 123.000 al momento della sua morte: 62.000 per l'ala sinistra, 38.000 per l'alta destra e 23.000 per la Guardia/Centro. Durante il regno del successore Ögödei Khan (1229-41) il numero crebbe ulteriormente.

### Guardia imperiale
Sempre a Gengis Khan si dovette l'istituzione del Kheshig, in realtà un'eredità importata dai khan turchi. La guardia imperiale divenne un enorme istituto di circa 10 000 unità, comprendente soldati veri e propri (portati a 7 000 unità da Gengis partendo dal numero iniziale "turco" di 1 000), staffieri, cuochi e portieri. Accompagnava il Khan sul campo di battaglia e veniva impiegato per gli scontri più risolutivi. In tempo di pace, fungeva da accademia militare e scuola di guerra per i molti figli di capi clan e notabili che vi militavano quali ospiti/ostaggi del Gran Khan. I figli degli ufficiali erano infatti automaticamente ammessi nel Kheshig, mentre i posto restanti erano assegnati su parametri meritocratici.
Inizialmente organizzato in una guardia diurna di 70 effettivi (Torguud) ed una guardia notturna di 80 effettivi (Khevtuul), con l'estendersi dei confini imperiali il Kheshig iniziò ad incorporare elementi di etnica non mongola: Cinesi, Alani, Russi, ecc.

## Logistica

### Approvvigionamenti

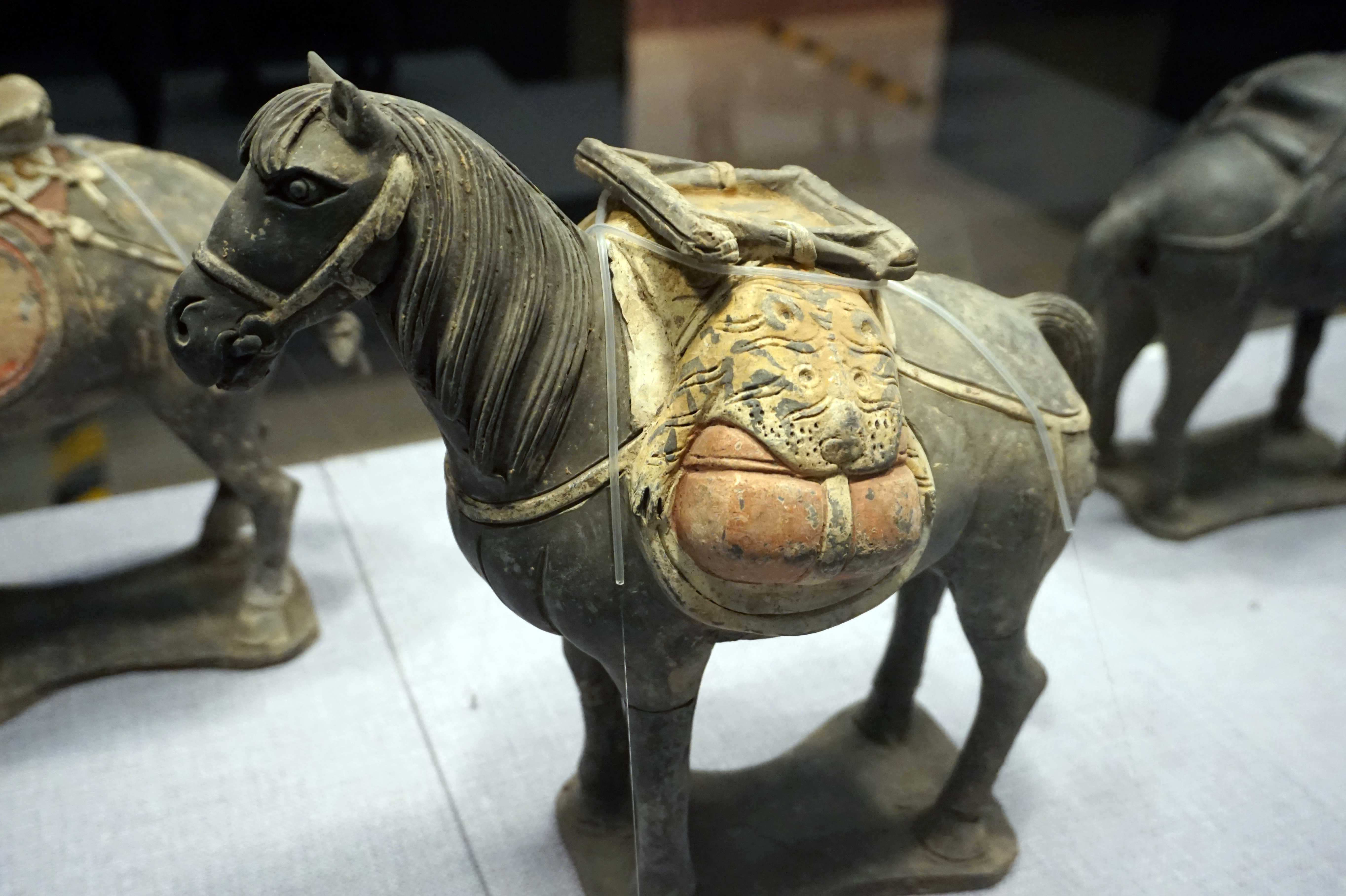
Statuetta di una soma della dinastia Yuan.

Gli eserciti mongoli viaggiavano leggeri e potevano vivere in gran parte di ciò che forniva loro la terra. La loro attrezzatura includeva ami da pesca e altri strumenti pensati per rendere ogni guerriero indipendente da qualsiasi fonte di approvvigionamento fissa. Il cibo da viaggio più comune dei mongoli era il borts di carne essiccata e macinata, ancor'oggi comune nella cucina mongola. I borts erano leggeri e facili da trasportare e potevano essere cucinati con acqua similarmente ad una moderna zuppa istantanea. In realtà, la vera forza delle salmerie mongole stava nella resilienza dei soldati: stando a Marco Polo, il cavaliere mongolo poteva reggere dieci giorni senza cibo cucinato.
Per garantire che avessero sempre cavalli freschi, ogni soldato aveva solitamente 3 o 4 cavalcature. Il cavallo è considerato molto simile a una mucca in Mongolia e viene munto e macellato per la carne in quanto tale. Poiché la maggior parte delle cavalcature dei mongoli erano giumente, erano in grado di vivere del latte o dei prodotti lattiero-caseari dei loro cavalli mentre si muovevano attraverso il territorio nemico. In gravi difficoltà, il guerriero mongolo potrebbe bere parte del sangue dalla sua fila di rimonta. Potevano sopravvivere un mese intero bevendo solo latte di giumenta combinato con sangue di giumenta.
Attrezzature più pesanti erano trasportate da treni di rifornimenti ben organizzati. Carri e carovane trasportavano, tra l'altro, grandi quantità di frecce. Il principale fattore logistico che limitava l'avanzata mongola era trovare cibo e acqua sufficienti per i loro animali. Ciò portò a serie difficoltà durante alcune delle campagne mongole, come le invasioni mongole della Siria (1260-1323), ove il terreno arido del Levante rese difficile la penetrazione di grandi eserciti mongoli, rallentati anche dalla tattica della terra bruciata messa in atto dai nemici Mamelucchi che bruciarono i pascoli in tutta la regione. Le medesime problematiche limitarono la capacità dei mongoli di sfruttare il loro successo dopo la battaglia di Mohi, poiché persino la Grande pianura ungherese non era sufficiente a garantire il pascolo di tutte le greggi e mandrie che seguivano l'esercito di Subedei.

### Comunicazioni
I mongoli istituirono un sistema di postazioni a cavallo chiamate Örtöö, per il rapido trasferimento di messaggi scritti. Il sistema postale mongolo fu il primo servizio di questo tipo, in una realtà imperiale, a distinguersi dai tempi Impero romano. Inoltre, la comunicazione mongola sul campo di battaglia utilizzava bandiere e corni di segnalazione e, in misura minore, frecce di segnalazione per comunicare ordini di movimento durante il combattimento.

## Tattica e armamento

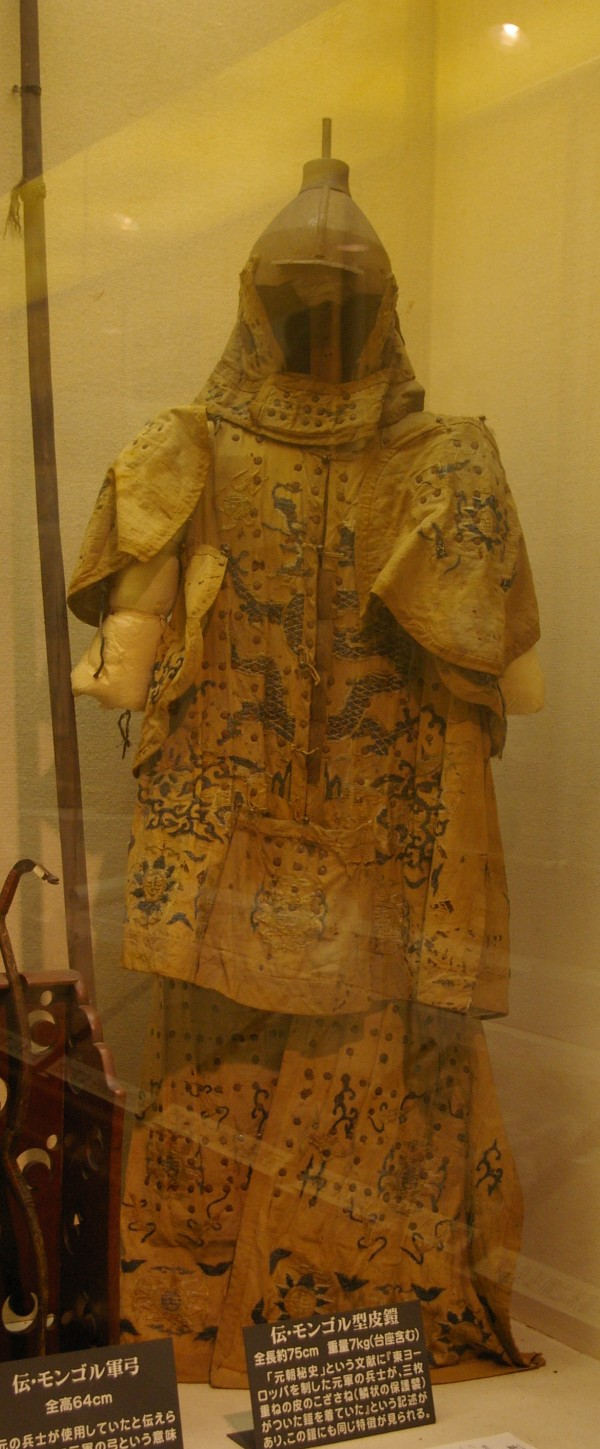
Elmo e armatura mongoli (Dinastia Yuan) dell'invasione del Giappone.

### Tattiche
Come anticipato, le tattiche impiegate dai Mongoli aggiunsero poco o nulla al bagaglio militare già impiegato, in Asia quanto in Europa, dai precedenti imperi nomadi della steppa, su tutti gli Unni e, soprattutto, gli Avari: fond. imboscate, ritirate simulate, aggiramento e accerchiamento più varie tattiche di terra bruciata. Basti pensare che il primo caso registrato di ritirata simulata permise a Modu, fondatore dell'impero degli Xiongnu, di sbaragliare le truppe della dinastia Han (206 a.C.–220 d.C.) nella battaglia di Baideng del 200 a.C.!
Le tattiche mongole sul campo di battaglia erano una combinazione di addestramento magistrale con comunicazione e disciplina eccellenti nel caos del combattimento. Erano praticamente allenati ad ogni possibilità, quindi quando si verificava reagivano di conseguenza. I mongoli proteggevano bene anche i loro ufficiali di rango. Il loro addestramento e la loro disciplina consentivano loro di combattere senza la necessità di una costante supervisione o raduno, che spesso poneva i comandanti in posizioni pericolose.
Quando possibile, i comandanti mongoli trovavano il terreno più alto disponibile, dal quale potevano prendere decisioni tattiche basate sulla migliore visuale del campo di battaglia mentre gli eventi si svolgevano. Inoltre, trovarsi su un'altura consentiva alle loro forze di osservare i comandi trasmessi dalle bandiere più facilmente che se il terreno fosse pianeggiante. Inoltre, mantenere l'alto comando su un'altura li rendeva più facili da difendere da attacchi improvvisi e invasioni.
Una volta individuata una forza nemica, i mongoli avrebbero cercato di evitare assalti frontali rischiosi o sconsiderati. Invece usavano attacchi diversivi per fissare il nemico sul posto, mentre le loro forze principali cercavano di aggirare o circondare il nemico. Per prima cosa gli arcieri a cavallo avrebbero lanciato una raffica di frecce. Ulteriori frecce furono trasportate da cammelli che seguirono da vicino, assicurando un'abbondante scorta di munizioni.

#### Aggiramento

I mongoli nella battaglia di Mohi (1241) si divisero in più di tre formazioni separate e una formazione sotto Subedei che fiancheggiava l'avversario da destra.

In tutte le situazioni, sul campo di battaglia, le truppe si sarebbero divise in formazioni separate di 10, 100, 1.000 o 10.000 a seconda dei requisiti. Se il numero di truppe divise dalla forza principale era significativo, es. 10.000, erano affidate ad un leader capace o al secondo in comando, mentre il leader principale si concentrava sulla linea del fronte. Il capo dei mongoli generalmente emetteva le tattiche utilizzate per attaccare il nemico: es. il leader poteva ordinare, davanti ad una città nemica, «500 a sinistra e 500 a destra» e le istruzioni sarebbero state trasmesse alle relative 5 centurie che avrebbero eseguito il comando d'accerchiamento.
Nella Battaglia di Legnica (1241), un esercito di 20.000 arcieri a cavallo mongoli sconfisse i 30.000 tedeschi di Enrico II, duca di Slesia, attraverso la demoralizzazione e continue molestie.

#### Accerchiamento e apertura
Lo scopo principale dell'accerchiamento era circondare la città per impedire la fuga e sopraffare i nemici da entrambi i lati. Se la situazione peggiorava su uno dei fronti o dei fianchi, il capo dalla collina ordinava a una parte dell'esercito di sostenere l'altra. Se sembrava che ci sarebbero state perdite significative, i mongoli si sarebbero ritirati per salvare le loro truppe e avrebbero ingaggiato il giorno successivo, o il mese successivo, dopo aver studiato le tattiche e le difese dei nemici nella prima battaglia, o avrebbero inviato di nuovo un ambasciatore a chiedere la resa del nemico dopo aver inflitto qualche forma di danno. Non c'era alcuna fissazione su quando o dove le unità dovevano essere schierate, dipendeva dalle circostanze della battaglia, e i fianchi e i gruppi avevano piena autorità su cosa fare nel corso della battaglia (es. sostenere altri fianchi o eseguire una finta ritirata individuale come le condizioni sembravano appropriate, in piccoli gruppi da 100 a 1000) purché la battaglia si svolgesse secondo la direttiva del generale e gli avversari fossero sconfitti.

#### Ritirata simulata
I mongoli praticavano molto comunemente la ritirata simulata, forse la tattica più difficile da eseguire sul campo di battaglia. Questo perché una finta disfatta tra truppe non addestrate può spesso trasformarsi in una vera disfatta se un nemico preme contro di essa. Fingendo disordine e sconfitta nel pieno della battaglia, i mongoli si giravano e fuggivano, solo per ruotare quando il nemico s'allargava in un fronte troppo ampio per inseguirli e distruggerlo in una nuova carica organizzata. Man mano che questa tattica diventava più nota al nemico, i mongoli estendevano le loro finte ritirate per giorni o settimane, per convincere falsamente gli inseguitori che erano stati realmente sconfitti, solo per caricare di nuovo una volta che il nemico avesse nuovamente abbassato la guardia o si fosse ritirato per unirsi al suo esercito principale. La battaglia più famosa che coinvolse questa tattica fu la battaglia del fiume Kalka (1223).

#### Kharash
Una tattica mongola comunemente usata prevedeva l'uso dei kharash, prigionieri catturati in battaglie precedenti, che venivano spinti davanti alle file dell'esercito durante assedi e battaglie: es. durante l'assedio di Samarcanda (1220) Gengis difese l'avanzata delle sue truppe contro la capitale della Corasmia utilizzando scudi umani che sopportavano il peso maggiore della prima scarica di frecce e dardi nemici, proteggendo i guerrieri mongoli retrostanti; durante l'assedio di Kaifeng, Ögödei Khan impiegò i prigionieri cinesi per lo scavo delle trincee ed il trasporto dei rifornimenti alle truppe poi dislocatevi. I comandanti usavano anche i kharash come unità suicide d'assalto per aprire una breccia nella mura.

### Armi

#### Arco mongolo

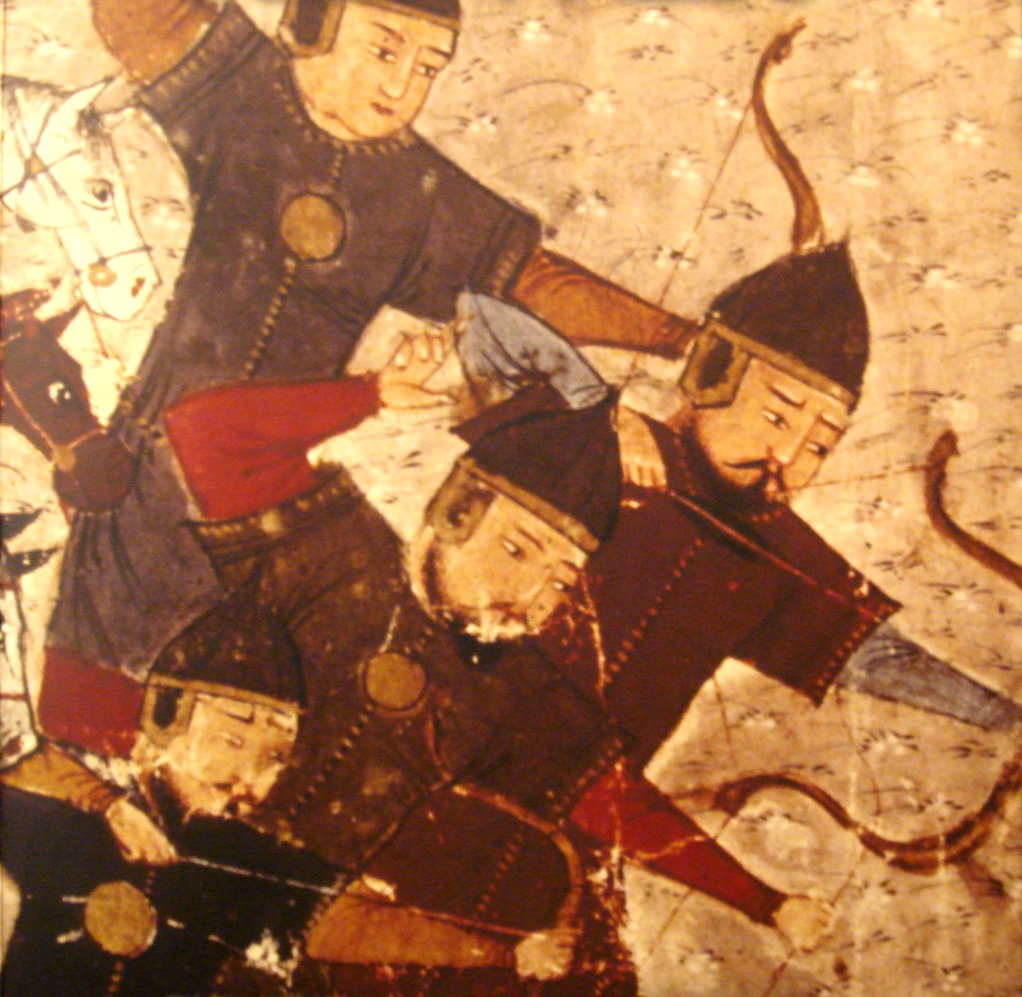
Soldati mongoli che usano l'arco (PARTICOLARE) - ill. in Jami' al-tawarikh (1430-1434), BnF, SM. Supplément Persan 1113.

L'arma principale delle forze mongole, in uso, con piccole variazioni, ai pastori e guerrieri della steppa da oltre due millenni, era l'arco composito. La parte esterna è in legno, quella interna in corno (per resistere alla compressione) e il dorso in tendine (per resistere alla tensione), il tutto è tenuto insieme da semplice colla animale. Dato che la colla animale si scioglie in acqua, gli archi mongoli rischiavano di essere danneggiati dalla pioggia e dall'umidità. Gli archi venivano protetti avvolgendovi intorno delle strisce di corteccia di betulla impermeabile. Per una maggiore protezione, quando non erano usati, erano tenuti in una custodia di cuoio. Costruire un arco mongolo richiedeva molto tempo: dopo la lavorazione dei materiali e l'assemblaggio, la colla e i tendini richiedevano alcuni mesi di stagionatura per consolidarsi.
I mongoli (e molti dei loro popoli soggetti) erano estremamente abili con l'arco. Si diceva che alcuni fossero in grado di colpire un uccello in volo. La costruzione composita consente di rendere un arco potente e relativamente efficiente abbastanza piccolo da poter essere utilizzato facilmente da cavallo. Gli arcieri mongoli portavano tipicamente da 2 a 3 archi (uno più pesante e destinato all'uso smontato, l'altro più leggero e usato da cavallo) che erano accompagnati da più faretre e lime per affilare le loro punte di freccia. Queste punte di freccia sono state indurite immergendole in salamoia dopo averle prima riscaldate a fuoco vivo. Le frecce erano di due tipi, leggere per il tiro lungo e pesanti per il tiro ravvicinato, riposte in faretre separate da 30 frecce l'una. Alcune frecce disponevano di fori ed erano utilizzate a scopo segnaletico.
I mongoli potevano scoccare una freccia oltre i 200 metri (660 ft). I colpi mirati erano possibili a una distanza di 150 o 175 metri (492 o 574 ft), che determinava la distanza di avvicinamento tattico ottimale per le unità di cavalleria leggera. I colpi balistici potevano colpire le unità nemiche (senza prendere di mira i singoli soldati) a distanze fino a 400 metri (1 300 ft), utile per sorprendere e spaventare truppe e cavalli prima di iniziare l'attacco vero e proprio. Tirare dalla parte posteriore di un cavallo in movimento può essere più preciso se la freccia viene scoccata nella fase del galoppo quando tutti e quattro i piedi del cavallo sono sollevati da terra.
I mongoli potrebbero aver usato anche balestre (forse acquisite dai cinesi), sia per la fanteria sia per la cavalleria, ma queste non furono quasi mai viste o usate in battaglia. I Manciù proibirono il tiro con l'arco ai loro sudditi mongoli e la tradizione dell'archetteria mongola andò perduta durante il regno della dinastia Qing (1644-1912). L'attuale tradizione dell'archetteria è emersa dopo l'indipendenza nel 1921 e si basa sui archi di tipo Manciù, diversi dagli antichi archi mongoli. Il tiro con l'arco a cavallo era caduto in disuso e fu ripreso solo nel XXI secolo.

#### Armi bianche
I mongoli utilizzavano la classica sciabola in uso ai nomadi della steppa, leggermente curva, per attacchi di taglio ma che poteva anche essere usata per parare ed affondare, grazie alla sua forma e costruzione. Un'arma, insomma, atta a massimizzare i danni nel combattimento da cavallo, che poteva essere impugnata ad una o due mani. La lama era solitamente di circa 2,5 piedi (0,76 m) di lunghezza, con una lunghezza complessiva di circa 1 metro (3 ft 3 in). Oltre alla spada/sciabola, i guerrieri mongoli disponevano di pugnale e scure d'arcione. Apparentemente, solo i guerrieri incaricati di usarla disponevano della lancia, dotata anche di un uncino per agganciare il cavaliere nemico e trascinarlo giù di sella.

### Armatura
L'armatura atavica del combattente mongolo consisteva in un pesante cappotto fissato in vita da una cintura di cuoio per appendervi la spada/sciabola, il pugnale e/o la scure. Il cappotto, foderato di pelliccia e simile a una vestaglia, si chiudeva passando il lembo sinistro sopra il destro e fissandolo con un bottone pochi centimetri sotto l'ascella destra. Sotto il cappotto veniva indossato un indumento intimo simile a una camicia con maniche lunghe e larghe che, al tempo di Gengis Khan divenne comunemente realizzato in seta pesante: una freccia che colpisce la seta non rompe infatti la seta ma finisce per incorporare la freccia nella carne avvolgendola e consentendo di rimuoverla stuzzicando delicatamente il tessuto ed evitando la più dolorosa procedura di rimozione (rompere lo strale, spingerlo nelle carni del ferito e farlo fuoriuscire dall'altra parte). Col tempo, il cappotto iniziò ad essere irrobustito con una foderatura (o una basilare corazzatura) di metallo, divenendo una brigantina non dissimile dal gambesone europeo.

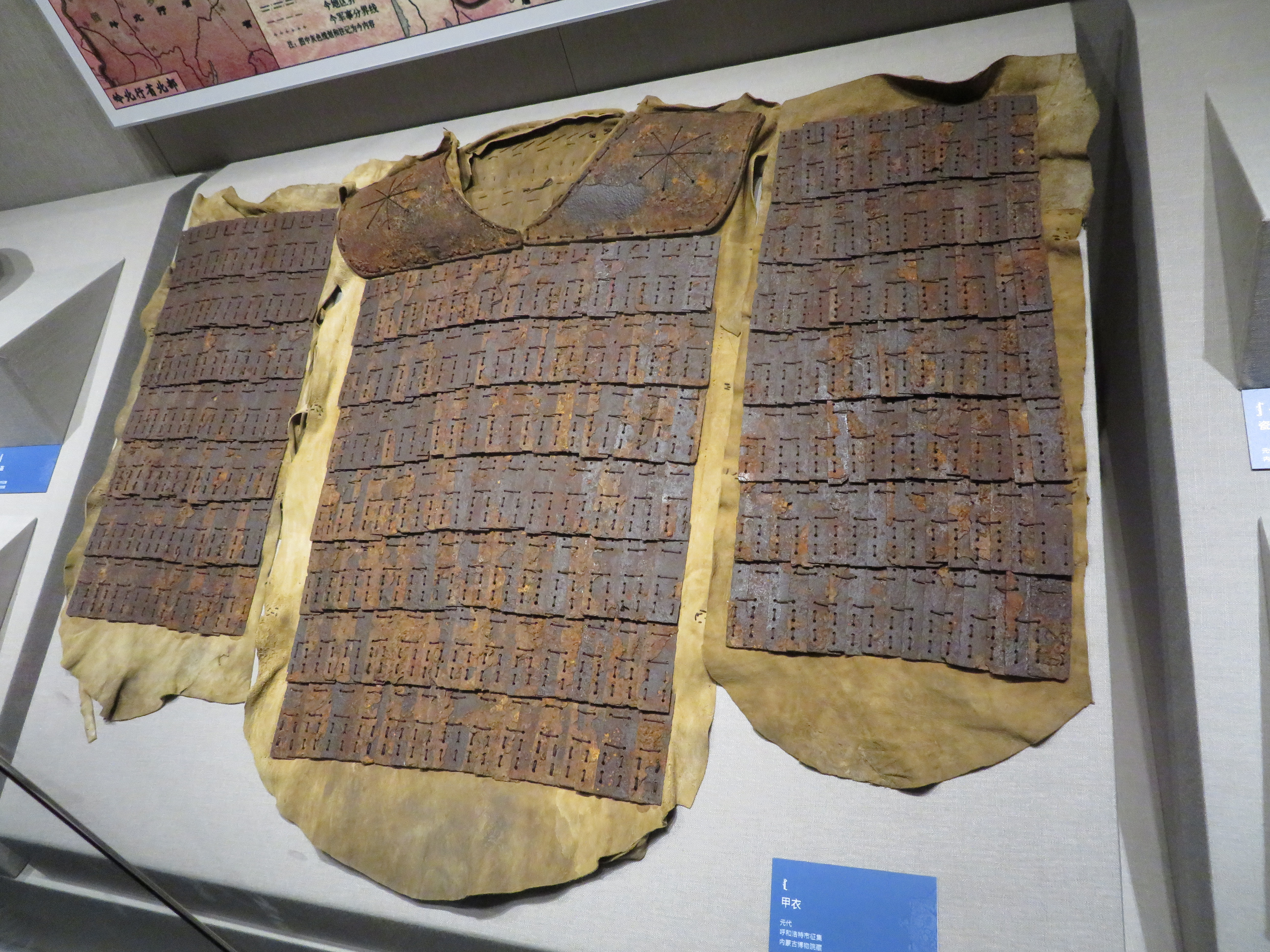
Armatura lamellare Yuan.

Completavano questa essenziale panoplia degli stivali di feltro e pelle che, sebbene pesanti, erano comodi e larghi abbastanza da contenere i pantaloni infilati prima di essere allacciati strettamente. Erano senza tacco, anche se le suole erano spesse e foderate di pelliccia. Indossati con calzini di feltro, garantivano sufficiente protezione termica al piede. Non si trattava d'indumenti sviluppati per il combattimento bensì dei normali calzari d'uso domestico dei Mongoli.
Le tipologie principali di armature erano del tipo a scaglie o lamellare/laminare. La maggior parte delle armature era fatta di cuoio indurito (circa 10 kg di peso complessivo per un'armatura di questo tipo) e/o ferro, allacciati insieme su un supporto di tessuto (a volte seta) e calzate sopra il cappotto. Il cuoio utilizzato era prima ammorbidito mediante ebollizione e poi laccato con la pece per renderlo impermeabile. L'uso della cotta di maglia è attestato ma raro, probabilmente a causa del suo costo, del suo ingombro e della difficoltà di riparazione. A volte il cappotto pesante del soldato era semplicemente rinforzato con piastre di metallo.

Almeno al tempo dell'invasione della Persia, i Mongoli utilizzarono, in rinforzo alla normale armatura di pelle e/o lamellare-laminare anche l'armatura a specchio.
Gli elmi erano a forma di cono e composti da piastre di ferro o acciaio di diverse dimensioni e includevano protezioni per il collo placcate in ferro. Il berretto mongolo era di forma conica e realizzato in materiale trapuntato con ampia tesa risvoltata, reversibile in inverno, e paraorecchie. Il fatto che l'elmo di un soldato fosse di cuoio o di metallo dipendeva dal suo grado e dalla sua ricchezza. Al tempo dei successori di Gengis Khan, i mongoli disponevano di elmi più robusti, comprendenti anche protezioni per gli occhi: il resoconto dell'assedio di Anfeng (1237) riporta che i difensori Song ricorsero ad un tipo di piccola freccia da scagliare attraverso le fessure per gli occhi dell'armatura mongola, poiché le normali frecce erano troppo spesse per penetrarvi. Schieramento ed effettivi

### Armi da fuoco

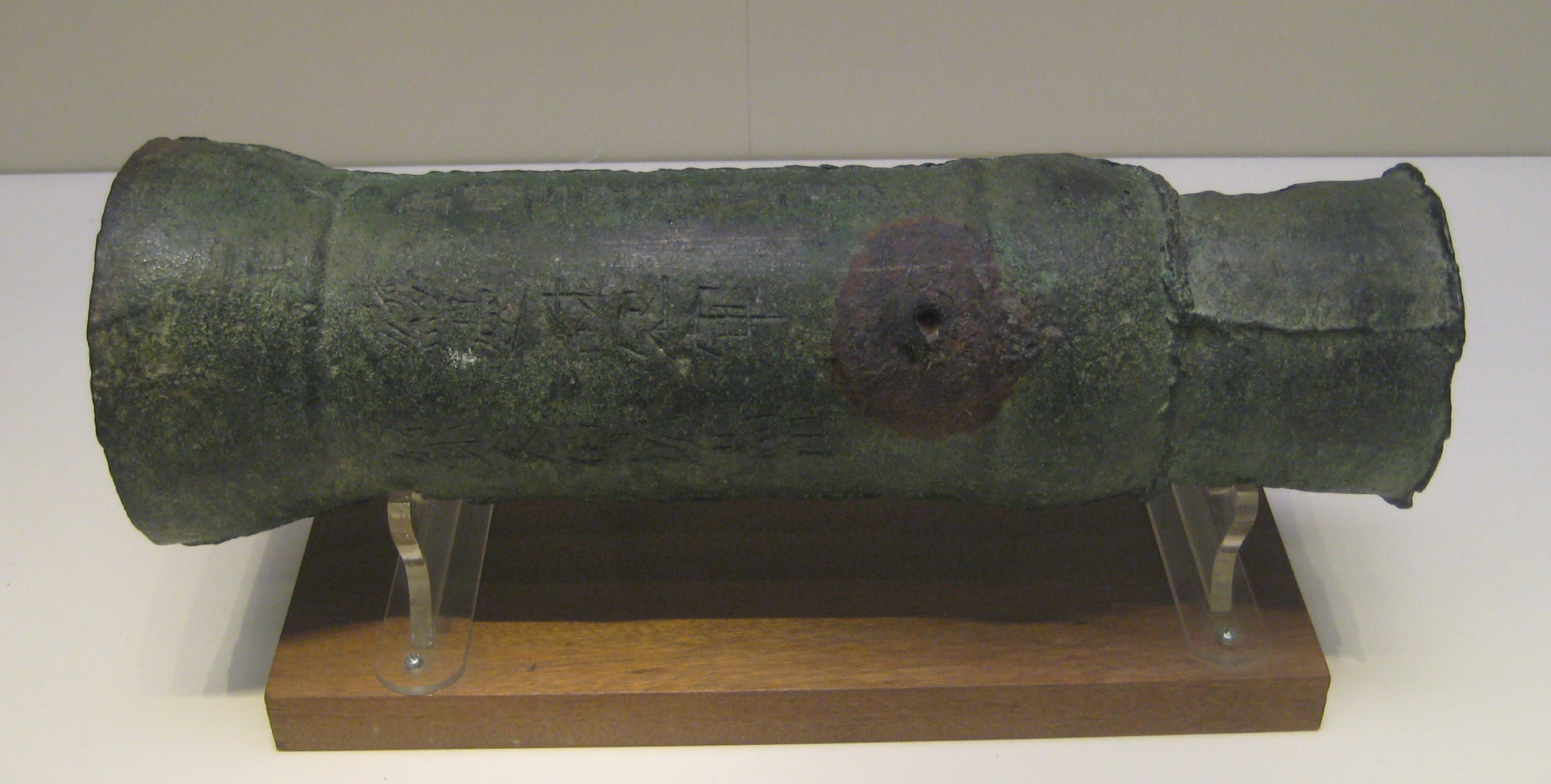
Cannone in bronzo con iscrizione datato 3º anno dell'era Zhiyuan (1332) della dinastia Yuan (1271-1368); è stato scoperto nel tempio Yunju del distretto di Fangshan, Pechino nel 1935.

Nel confronto con la millenaria organizzazione militare dei Cinesi, i Mongoli furono coinvolti nell'uso bellico della polvere da sparo sin dagli Anni 1230. Seppur principalmente noti per il loro largo impiego di truppe a cavallo, i Mongoli si posizionano pertanto tra i primi utilizzatori della nuova tipologia di armi che avrebbe ben presto ridefinito gli equilibri bellici mondiali.

#### Dinastia Jin
Il primo attacco mongolo contro la Dinastia Jīn data al 1211, ad opera di Gengis Khan, mentre l'assoggettamento non fu compiuto fino al 1234, regnante il figlio di Gengis, Ögödei Khan. Nell'assedio di Kaifeng (1232-1233), Ögödei impiegò contro i Jīn armi a polvere da sparo oltre alle convenzionali armi d'assedio (palizzate, torri, trincee e posti di guardia). Lo studioso di Jin Liu Qi (劉祈) racconta nel suo libro di memorie, «l'attacco contro le mura della città divenne sempre più intenso e le bombe piovvero mentre [il nemico] avanzava.» Anche i Jin impiegarono bombe a polvere nera e frecce incendiarie 火箭T, huo jianP a propellente solido. Delle bombe, Liu Qi scrive «Dall'interno delle mura i difensori hanno risposto con una bomba a polvere da sparo chiamata bomba che scuote il cielo (震天雷). Ogni volta che le truppe [mongole] ne incontravano una, diversi uomini alla volta venivano ridotti in cenere.» Una descrizione più chiara e basata sui fatti della bomba esiste nella Storia dei Jin: «un vaso di ferro pieno di polvere da sparo. Quando viene acceso dal fuoco e sparato, si spegne come un fragore di tuono che può essere udito per cento li [trenta miglia], bruciando una distesa di terra per più di mezzo mu [所爇圍半畝之上, un mu è un sesto di acro], e il può persino penetrare l'armatura di ferro.» affari ufficiali nella provincia dello Shaanxi, ho visto in cima alle mura della città di Xi'an un vecchio deposito di bombe di ferro. Si chiamavano bombe «tuono che scuote il cielo», ed erano come una ciotola di riso chiusa con un buco in cima, abbastanza grande da poterci infilare un dito. Le truppe dissero che non erano state usate per molto tempo." Inoltre, scrisse, «Quando la polvere esplode, la bomba si squarcia ei pezzi di ferro volano in tutte le direzioni. È così che è in grado di uccidere persone e cavalli da lontano.»

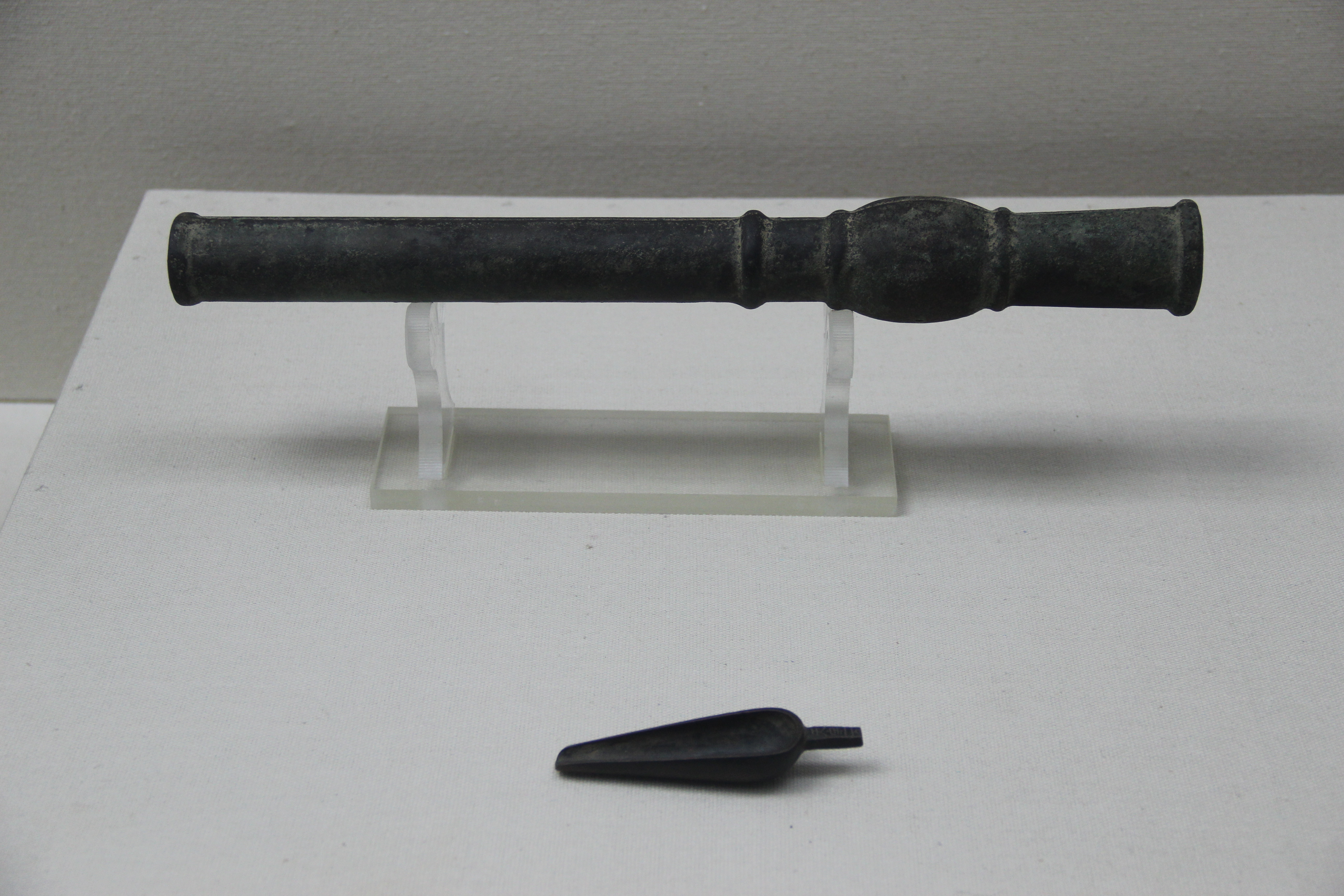
Schioppo in bronzo, dinastia Yuan (1271-1368)

Le bombe del tuono che scuotevano il cielo, note anche come bombe del tuono, furono utilizzate prima dell'assedio del 1231 quando un generale Jin ne fece uso per distruggere una nave da guerra mongola, ma durante l'assedio i mongoli risposero proteggendosi con elaborati schermi di pelle bovina spessa. Questo è stato abbastanza efficace da consentire ai lavoratori di arrivare fino alle mura per minare le fondamenta e scavare nicchie protettive. I difensori di Jin hanno risposto legando corde di ferro e attaccandole a bombe che scuotevano il cielo, che sono state calate lungo le pareti fino a raggiungere il luogo in cui lavoravano i minatori. Gli schermi protettivi in pelle non sono stati in grado di resistere all'esplosione e sono stati penetrati, uccidendo gli escavatori. Un'altra arma impiegata dai Jin era una versione migliorata della lancia di fuoco chiamata lancia di fuoco volante. La Storia di Jin fornisce una descrizione dettagliata: "Per fare la lancia, usa la carta chi-huang, sedici strati di essa per il tubo, e fallo un po' più lungo di due piedi. Riempilo con carbone di salice, frammenti di ferro, estremità magnetiche, zolfo, arsenico bianco [probabilmente un errore che dovrebbe significare salnitro] e altri ingredienti e metti una miccia all'estremità. Ogni truppa ha appeso su di sé una piccola pentola di ferro per mantenere il fuoco [probabilmente carboni ardenti], e quando è il momento di combattere, le fiamme escono dalla parte anteriore della lancia per più di dieci piedi, e quando la polvere da sparo è esaurita, il tubo non viene distrutto." Mentre i soldati mongoli in genere avevano una visione di disprezzo verso la maggior parte delle armi Jin, a quanto pare temevano molto la lancia di fuoco volante e la bomba di tuono che scuoteva il cielo. Kaifeng riuscì a resistere per un anno prima che l'imperatore Jin fuggisse e la città capitolasse. In alcuni casi le truppe Jin combatterono ancora con un certo successo, ottenendo vittorie isolate come quando un comandante Jin guidò 450 lancieri contro un accampamento mongolo, che fu "completamente sconfitto e tremilacinquecento furono annegati". Anche dopo che l'imperatore Jin si suicidò nel 1234, un lealista raccolse tutto il metallo che riuscì a trovare nella città che stava difendendo, anche oro e argento, e fece degli esplosivi da lanciare contro i mongoli, ma lo slancio dell'impero mongolo non poteva essere fermato. Nel 1234, sia la dinastia Xia occidentale sia quella Jin erano state conquistate.

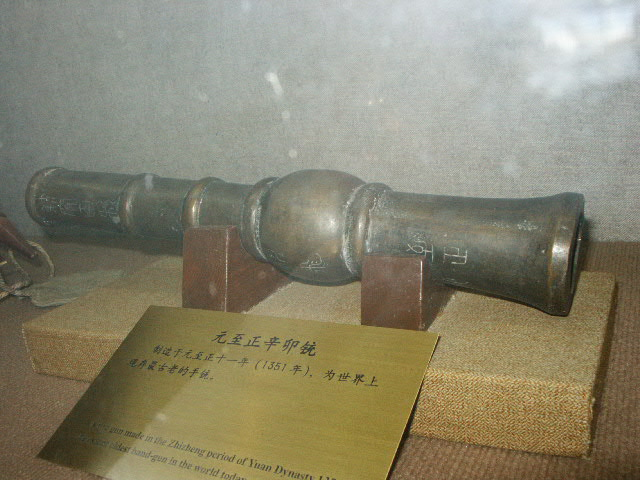
Cannone di bronzo, dinastia Yuan, 1351

#### Dinastia Song
Conquistati i Jīn, Ögödei Khan volse a sud contro la Dinastia Song che aveva scioccamente appoggiato il suo attacco a Kaifeng. Nel 1237 attaccò Anfeng (moderna Shouxian, provincia di Anhui) «usando bombe di polvere da sparo [huo pao] per bruciarne le torri.» Gli ordigni erano piuttosto grandi se «diverse centinaia di uomini hanno lanciato una bomba e se avesse colpito la torre l'avrebbe immediatamente fatta a pezzi.» I Song, al comando di Du Gao (杜杲) ricostruirono le torri e riposero con le loro bombe "elipao", dal nome d'una famosa pera locale, probabilmente in riferimento alla forma dell'arma.
Entro la metà del XIII secolo, le armi a polvere da sparo erano diventate centrali nello sforzo bellico dei Song. Nel 1257 il funzionario Li Zengbo fu inviato a ispezionare gli arsenali delle città di frontiera. Li considerava un arsenale cittadino ideale per includere diverse centinaia di migliaia di bombe di ferro, e anche un proprio impianto di produzione per produrne almeno un paio di migliaia al mese. I risultati del suo giro del confine furono gravemente deludenti e in un arsenale trovò "non più di 85 proiettili di ferro, grandi e piccoli, 95 frecce di fuoco e 105 lance di fuoco. Questo non è sufficiente per un centinaio di uomini, figuriamoci mille, da usare contro un attacco dei [...] barbari. Il governo vorrebbe fare i preparativi per la difesa delle sue città fortificate e fornire loro rifornimenti militari contro il nemico (ma questo è tutto ciò che ci danno). Che agghiacciante indifferenza!" Fortunatamente per i Song, Munke morì nel 1259 e la guerra riprese solo nel 1269 sotto la guida di Kublai Khan ma quando lo fece i mongoli arrivarono in piena forza.
A bloccare il passaggio dei mongoli a sud dello Yangtze c'erano le città fortezza gemelle di Xiangyang e Fancheng. Il risultato fu uno degli assedi più lunghi che il mondo avesse mai conosciuto, durato dal 1268 al 1273. Per i primi tre anni i difensori Song avevano potuto ricevere rifornimenti e rinforzi via acqua, ma nel 1271 i mongoli istituirono un blocco completo con una loro formidabile marina, isolando le due città. Ciò non ha comunque impedito alla Song di percorrere la via dei rifornimenti, e due uomini di cognome Zhang hanno fatto esattamente questo. I Due Zhang comandavano un centinaio di barche a ruote a pale, che viaggiavano di notte alla luce del fuoco delle lanterne, ma furono scoperti presto da un comandante mongolo. Quando la flotta Song arrivò vicino alle città, scoprì che la flotta mongola si era sparsa lungo l'intera larghezza dello Yangtze con «navi sparse, che riempivano l'intera superficie del fiume, e non c'era spazio per loro per entrare.» Un'altra misura difensiva adottata dai Mongoli fu la costruzione di una catena che si estendeva sull'acqua. Le due flotte si impegnarono in combattimento e i Song aprirono il fuoco con lance da fuoco, bombe incendiarie e balestre. Un gran numero di uomini morì nel tentativo di tagliare le catene, tirare su pali e lanciare bombe, mentre i marines Song combattevano corpo a corpo usando grandi asce e, secondo il registro mongolo, «sulle loro navi erano coperti di sangue fino alle caviglie.» Con il sorgere dell'alba, le navi Song raggiunsero le mura della città ei cittadini «balzarono cento volte di gioia.» Nel 1273 i mongoli si avvalsero dell'esperienza di due ingegneri musulmani, uno dalla Persia e uno dalla Siria, che aiutarono nella costruzione dei trabucchi di contrappeso. Queste nuove armi d'assedio avevano la capacità di lanciare missili più grandi più lontano dei precedenti trabucchi a trazione. Un resoconto registra «quando il macchinario si è spento, il rumore ha scosso il cielo e la terra; ogni cosa che [il missile] ha colpito è stata rotta e distrutta.» La città fortezza di Xiangyang cadde nel 1273.
La successiva grande battaglia con armi a polvere da sparo fu durante una campagna guidata dal generale mongolo Bayan, al comando d'un esercito di circa duecentomila uomini, principalmente cinesi, probabilmente il più grande che i mongoli avessero mai impiegato ma non sufficiente per assaltare con successo le mura dei Song, come visto nell'assedio di Shayang del 1274. Così Bayan aspettò che il vento cambiasse verso nord prima di ordinare ai suoi artiglieri di iniziare a bombardare la città con bombe di metallo fuso, che provocarono un tale incendio che «gli edifici furono bruciati e il fumo e le fiamme salirono al cielo.» Shayang fu catturato ei suoi abitanti massacrati.

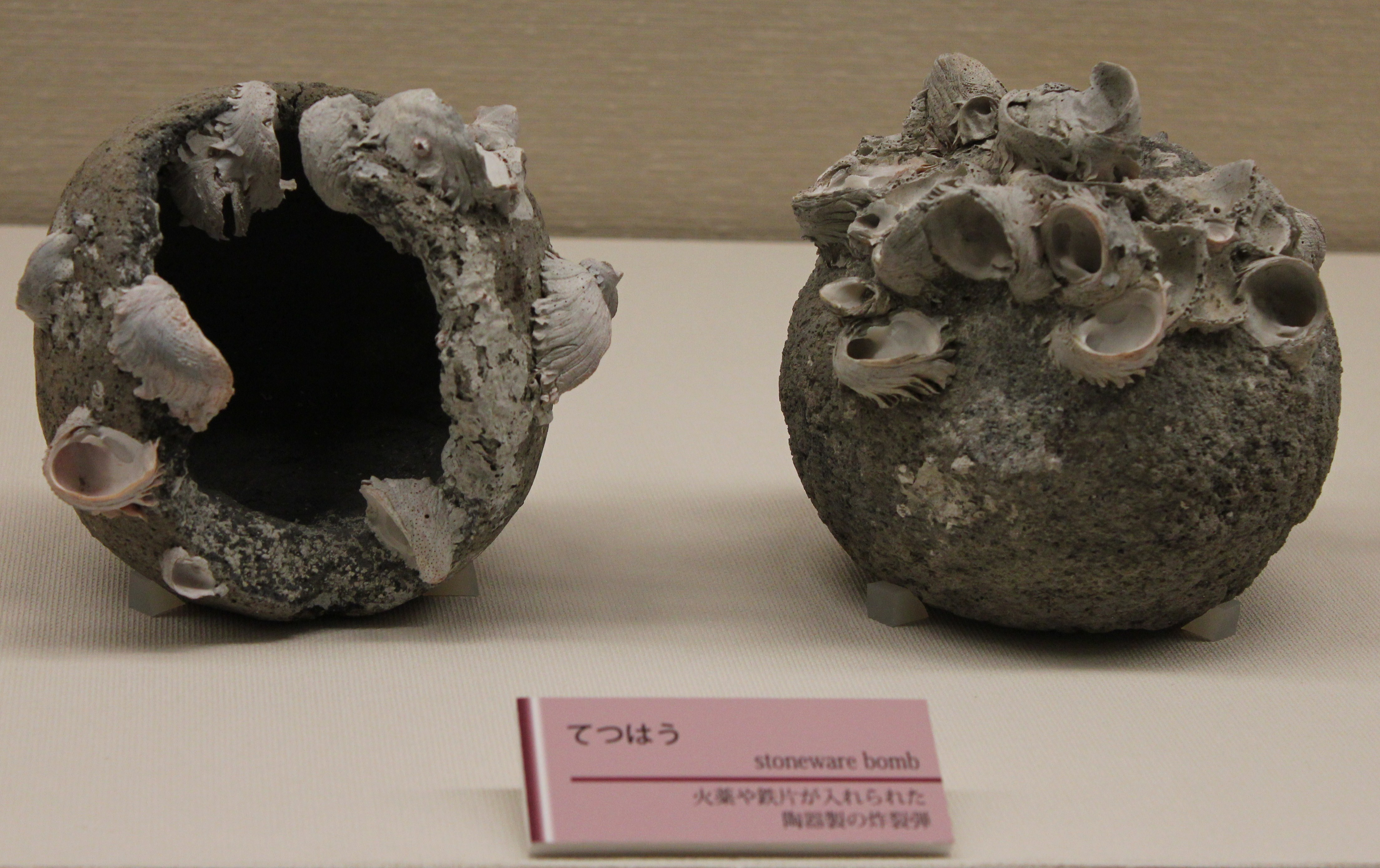
Bombe di gres, conosciute in cinese come Zhentianlei (bomba tonante) e in giapponese come Tetsuhau (bomba di ferro) delle invasioni mongole del Giappone (1271-1284)

Le bombe di polvere da sparo furono usate di nuovo nell'assedio di Changzhou del 1275 nelle ultime fasi delle guerre mongolo-song. All'arrivo in città, Bayan diede agli abitanti un ultimatum: "se voi [...] ci resisterete [...] prosciugheremo le vostre carcasse di sangue e le useremo come cuscini". Non funzionò e la città resistette, quindi l'esercito mongolo la bersagliò con bombe incendiarie prima di prenderne d'assalto le mura, dopodiché seguì un immenso massacro che causò la morte d'un quarto di milione di persone.

La guerra durò solo altri quattro anni durante i quali alcuni Song resistettero entro le ultime disperate roccaforti. Nel 1277, 250 difensori sotto Lou Qianxia condussero un attentato suicida e fecero esplodere un'enorme bomba di ferro quando divenne chiaro che la sconfitta era imminente. La Storia di Song riporta che «il rumore era come un tremendo tuono, scuotendo le pareti e il terreno, e il fumo riempì il cielo fuori. Molte delle truppe [fuori] furono spaventate a morte. Quando il fuoco fu spento entrarono a vedere. C'erano solo ceneri, non era rimasta traccia.» Così si conclusero le guerre tra Mongoli e Song che videro il dispiegamento di tutte le armi a polvere da sparo allora a disposizione dei contendenti, cioè frecce di polvere da sparo, bombe e lance che sarebbero di lì a poco state oscurate dal diffondersi del cannone.
Nel 1280, un grande deposito di polvere da sparo a Weiyang a Yangzhou prese fuoco accidentalmente, producendo un'esplosione così massiccia che una settimana dopo una squadra di ispettori sul sito dedusse che circa 100 guardie erano state uccise all'istante, con travi e pilastri di legno fatti saltare in aria. e atterrando a una distanza di oltre 10 li (~ 2 miglia o ~ 3 km) dall'esplosione, creando un cratere profondo più di dieci piedi. Un residente ha descritto il rumore dell'esplosione come se fosse «come un vulcano in eruzione, uno tsunami che si schianta. L'intera popolazione era terrorizzata.» Secondo i rapporti sopravvissuti, l'incidente è stato causato da produttori di polvere da sparo inesperti assunti per sostituire i precedenti, ed erano stati negligenti durante la macinazione dello zolfo. Una scintilla provocata dal processo di molatura è entrata in contatto con alcune lance da fuoco che hanno subito iniziato a sputare fiamme ea schizzare in giro «come serpenti spaventati.» I produttori di polvere da sparo non hanno fatto nulla poiché hanno trovato lo spettacolo molto divertente, fino a quando una lancia da fuoco non è esplosa in un deposito di bombe, provocando l'esplosione dell'intero complesso. La validità di questo rapporto è alquanto discutibile, supponendo che tutti coloro che si trovavano nelle immediate vicinanze siano stati uccisi.
(Guixin Zazhi, cit. in Needham 1986, pp. 209-210)
Al tempo di Jiao Yu e del suo Huolongjing, un libro che descrive dettagliatamente le applicazioni militari della polvere da sparo, a metà del XIV secolo, il potenziale esplosivo della polvere da sparo era stato perfezionato, poiché il livello di nitrato nelle formule di polvere da sparo era salito dal 12% al 91%, con almeno 6 diverse formule in uso considerate aventi il massimo potenziale esplosivo per la polvere da sparo. A quel punto, i cinesi avevano scoperto come creare pallottole esplosive riempiendo i loro proiettili cavi con questa polvere da sparo potenziata con nitrato.

#### Europa e Giappone
La polvere da sparo potrebbe essere stata usata durante l'invasione mongola dell'Europa (1223, 1226-1240). Alcune fonti menzionano «catapulte di fuoco», «pao» e «lanciatori di nafta». Tuttavia, secondo Timothy May, «non ci sono prove concrete che i mongoli usassero regolarmente armi a polvere da sparo al di fuori della Cina.»
Poco dopo le invasioni mongole del Giappone (1274-1281), i giapponesi produssero un dipinto su rotolo raffigurante una bomba. Chiamata tetsuhau in giapponese, si ipotizza che la bomba sia stata la bomba del tuono cinese. Le descrizioni giapponesi delle invasioni parlano anche di pao di ferro e bambù che provocano «luce e fuoco» ed emettono 2-3.000 proiettili di ferro.

#### Schioppo

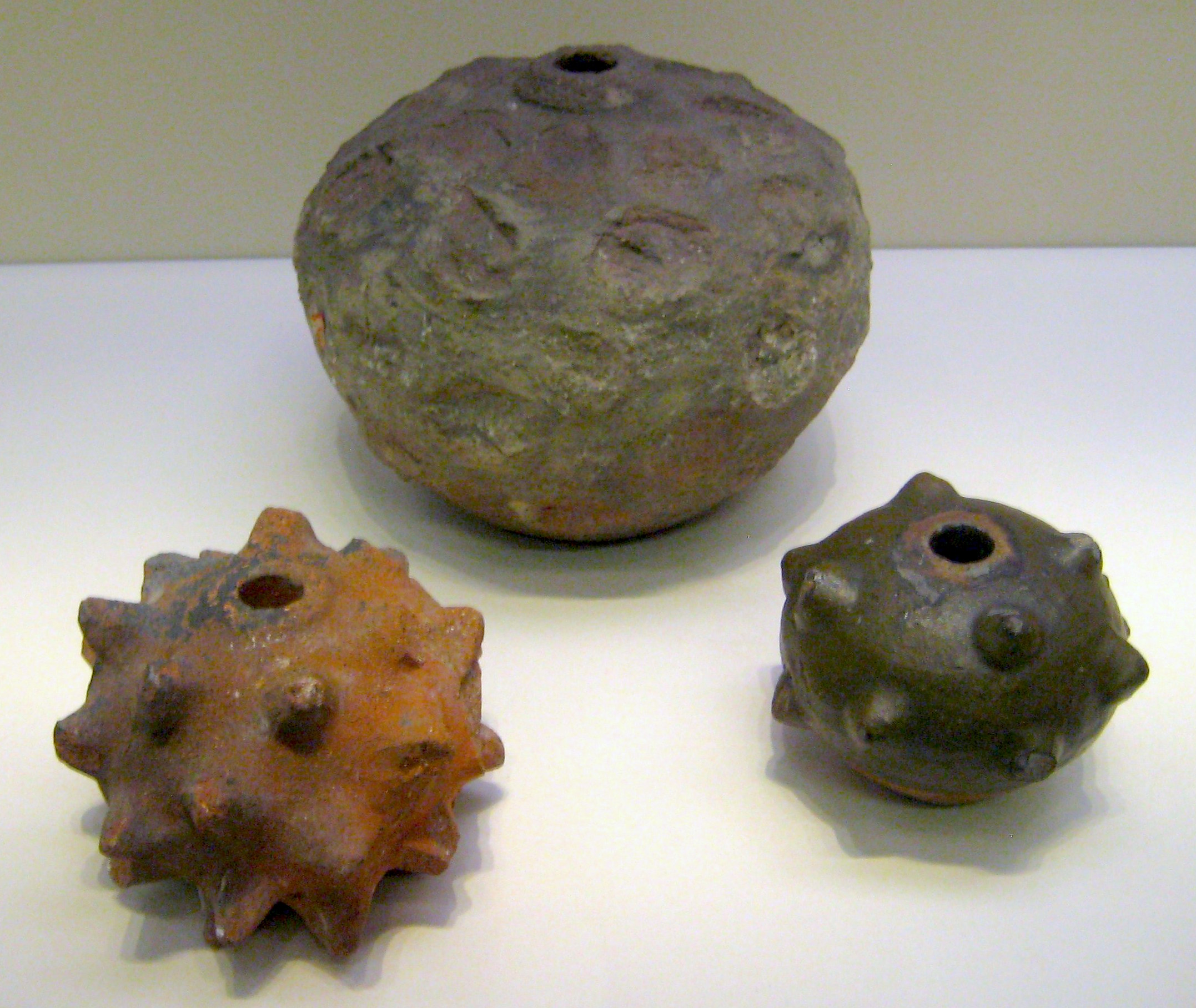
Si ipotizzava che tre triboli di ceramica cavi fossero stati riempiti di polvere da sparo. XIII-XIV secolo, forse dinastia Yuan (1206–1368).

Tradizionalmente la prima apparizione dello schioppo (huochong) è datata alla fine del XIII secolo, subito dopo la conquista mongola della Cina dei Song. Tuttavia, una scultura raffigurante un uomo che trasporta uno schioppo a forma di zucca è stata scoperta tra le incisioni rupestri di Dazu nel 1985 da Robin Yates. Le sculture furono completate circa 250 km a nord-ovest di Chongqing nel 1128, dopo la caduta di Kaifeng alla dinastia Jin. Se la datazione è corretta, ciò anticiperebbe l'apparizione del cannone in Cina di cent'anni. La forma bulbosa dell'arma raffigurata è congrua con i primi schioppo scoperti in Cina e in Europa.
I campioni archeologici di cannone, in particolare di schioppi, sono stati datati a partire dal XIII secolo. Il pezzo più antico la cui datazione è inequivocabile è il c.d. "cannone Xanadu", scoperto tra le rovine di Xanadu, il palazzo estivo degli imperatori mongoli ubicato nella Mongolia Interna, lungo 34,7 cm e pesante 6,2 kg. La sua datazione si basa sul contesto archeologico e su un'iscrizione il cui nome dell'era e l'anno corrispondono al calendario gregoriano al 1298. L'iscrizione include anche un numero di serie e informazioni sulla produzione che suggeriscono che la produzione di armi fosse allora già sistematizzata o almeno standardizzata. Il caccone include fori assiali nella parte posteriore che alcuni ipotizzano fossero utilizzati in un meccanismo di montaggio. Come la maggior parte dei primi cannoni, con la possibile eccezione del cannone degli Xia Occidentali, è piccolo: poco più di 6 kg per 35 cm di lunghezza. Altri campioni esistenti ma di datazione approssimativa probabilmente precedono il cannone Xanadu.

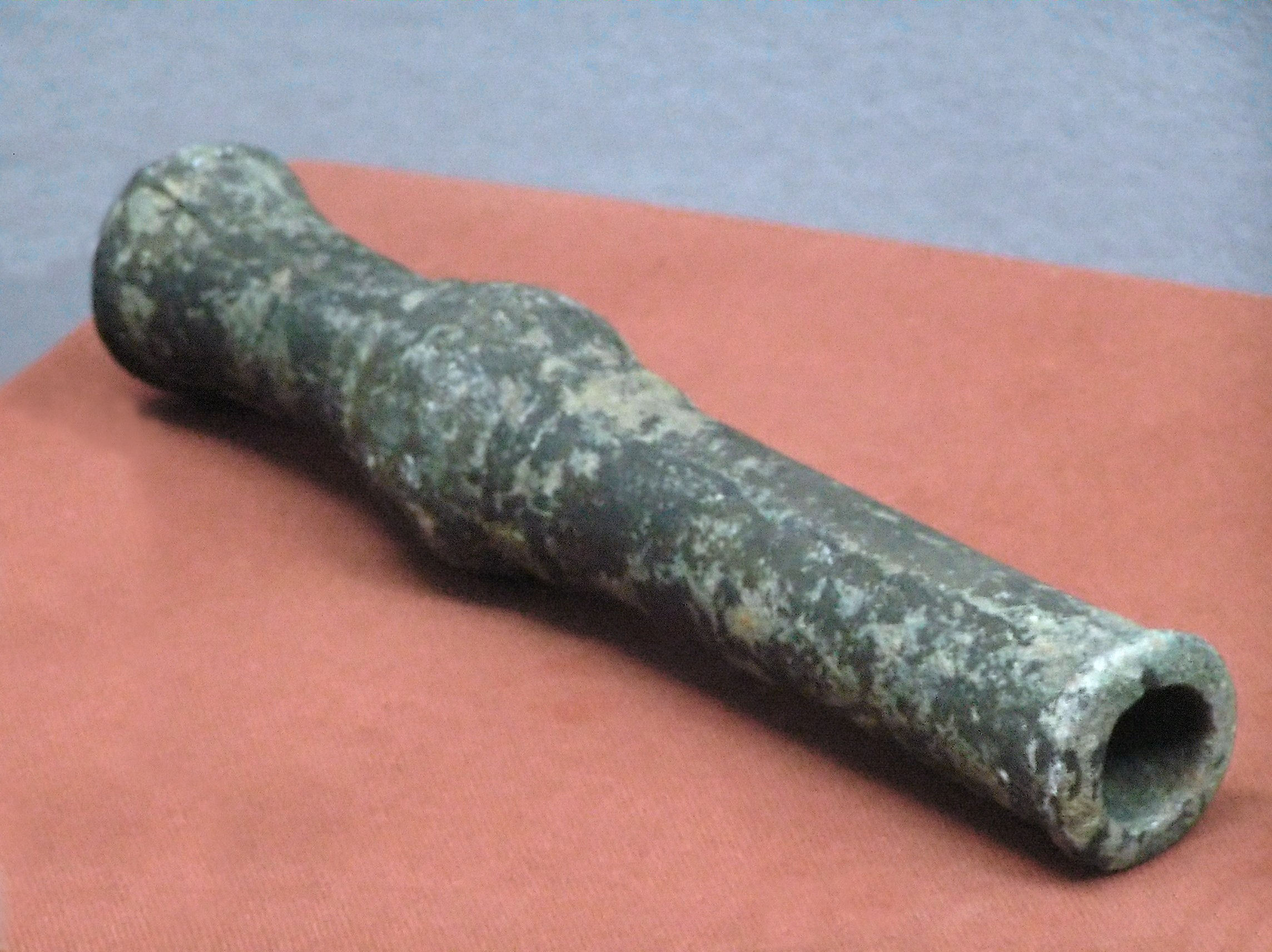
Schioppo della dinastia Yuan (1271-1368).

Un candidato è lo "schioppo Heilongjiang", scoperto nel 1970 nella provincia di Heilongjiang, nel nord-est della Cina. È piccolo e leggero come il "cannone Xanadu": 3,5 kg per 34 cm (35 cm secondo Needham) con una volata di 2,5 cm. Sulla base di prove contestuali, gli storici ritengono sia stato utilizzato dagli Yuan contro il principe ribelle mongolo Nayan nel 1287. La Storia di Yuan afferma che un comandante Jurchen noto come Li Ting guidò truppe armate di schioppi contro Nayan e che i cannoni di Li Ting «causarono gravi danni» ma crearono anche «una tale confusione che i soldati nemici si attaccarono e s'uccisero a vicenda.» Gli schioppi furono usati nuovamente all'inizio del 1288. Gli artiglieri di Li Ting (銃卒T, chongzuP, lett. "soldati-cannone") erano in grado di portare gli schioppi «sulla schiena.» Il passaggio sulla battaglia del 1288 è anche il primo a coniare il nome 銃T, chongP con il radicale 金T, jinP, lett. "metallo" per indicare l'arma da fuoco a canna metallica. Chong è stato utilizzato al posto del precedente e più ambiguo termine 火筒T, huo tongP, lett. "tubo di fuoco" usato per la lancia da fuoco, il proto-cannone e il razzo segnaletico.
Ancora più antico, il "cannone Ningxia" trovato nella regione autonoma di Ningxia Hui dal collezionista Meng Jianmin. Datato alla dinastia Yuan è lungo 34,6 cm con volata di 2,6 cm e peso di 1,55 kg. L'arma da fuoco contiene una lettura della trascrizione, "Fatto dal bronzista Li Liujing nell'anno Zhiyuan 8 (直元), ningzi numero 2565" (銅匠作頭李六徑，直元捌年造，寧字二仟伍百陸拾伍號). Simile al cannone Xanadu, riporta il numero 2565 che ne suggerisce la produzione in serie. Sebbene il nome e la data dell'era corrispondano al 1271 del calendario gregoriano, ponendolo prima sia dello schioppo Heilongjiang sia del cannone Xanadu, uno dei caratteri usati nel nome dell'era è irregolare e gli studiosi sono dubbiosi sull'esattezza della data.
Un altro esemplare, il "cannone di bronzo Wuwei", è stato scoperto nel 1980 e potrebbe essere il cannone più antico e più grande del XIII secolo: un cannone di bronzo da 100 cm e 108 kg scoperto in una cantina a Wuwei, nella provincia di Gansu. Privo di iscrizione, è stato datato dagli storici al tardo periodo Xia Occidentale (1214-1227). Conteneva, al momento della scoperta, una palla di ferro di circa 9 cm di diametro, più piccola del diametro della volata (12 cm), e 0,1 chilogrammi di polvere da sparo, il che significa che il proiettile potrebbe essere stato un altro co-viativo. Ben Sinvany e Dang Shoushan ritengono che la palla, molto corrosa al momento della scoperta, fosse stata più grande. Sebbene di grandi dimensioni, l'arma è notevolmente più primitiva rispetto alle successive artiglierie Yuan. Un'arma simile ma di dimensioni molto più piccole (1,5 kg) fu scoperta non lontano dal sito del ritrovamento nel 1997. Chen Bingying tuttavia contesta questo e sostiene che non c'erano pistole prima del 1259, mentre Dang Shoushan crede l'artiglieria Xia Occidentale dati la comparsa dei cannoni al 1220 e Stephen Haw va oltre affermando che furono sviluppati già nel 1200. Il sinologo Joseph Needham e l'esperto di assedi rinascimentali Thomas Arnold stimano più conservativamente al 1280 la comparsa del vero cannone. Resta quindi chiaro solamente che la comparsa del cannone data al XIII secolo.

### Poliorcetica, catapulte e altre macchine d'assedio

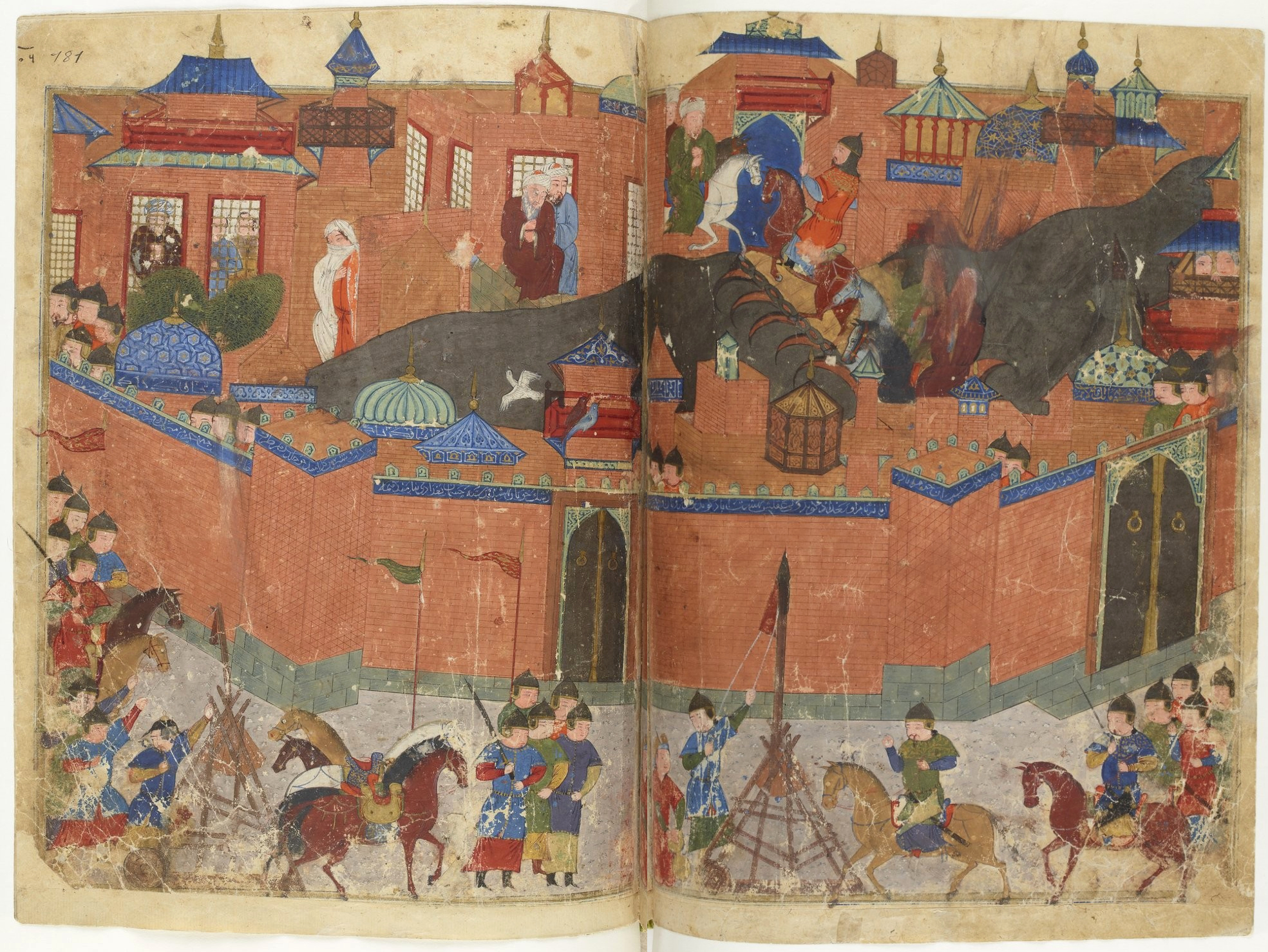
La Presa di Baghdad (1258) da parte dei Mongoli.

Sin dai tempi di Gengis Khan, le armi d'assedio furono fondamentali per la sottomissione della Cina, paese in cui le fortificazioni cittadine ed extra-cittadine vantavano una tradizione millenaria di robustezza ed eccezionali dimensioni (v.si Mura cittadine in Cina e Grande muraglia cinese). Più in generale, la poliorcetica si rivelò una branca fondamentale della scienza militare che, dai tempi del primo Khagan, i mongoli dovettero (e seppero) approfondire, assimilare e sviluppare. Certamente indiscutibile è il fatto che i mongoli abbiamo saputo colmare in tempi molto rapidi lo iato tecnologico che li separava dai popoli che avevano deciso di sottomettere e dominare, anzitutto e soprattutto i cinesi. Durante la prima campagna mongola contro gli Xia occidentali (1209-1210), la prima campagna militare su vasta scala progettata e realizzata da Gengis Khan, le conoscenze poliorcetiche dei mongoli erano a dir poco primitive: l'assedio di Kiemen (1209) fu risolto ricorrendo alla tattica della finta ritirata per attirare allo scoperto il nemico ed annientarlo, mentre l'assedio della capitale nemica, Ningxia (attuale Yinchuan) fu vinto da Gengis deviando il corso del limitrofo fiume che (oltre a quasi distruggere il campo mongolo stesso!) ne vinse le mura.
Memore della lezione appresa, Gengis Khan fece pertanto un uso efficace della poliorcetica sviluppata dai popoli assoggettati, utilizzando genieri cinesi e trabucchi a trazione ottenuti dalle sue vittorie sui Tangut-Xia e sugli Jurchen-Jin durante l'invasione mongola della Corasmia (1218-1221). Cinquant'anni dopo, suo nipote Kublai Khan ingaggiò genieri musulmani dai suoi cugini Ilkhan di Persia per costruire trabucchi a contrappeso che conclusero l'assedio di sei anni di Fancheng e Xiangyang.
Caratteristica delle armi d'assedio mongole era il loro non essere smontate e trasportate da cavalli per una ricostruzione in loco, com'era consuetudine per gli eserciti cinesi o europei del tempo. L'orda viaggiava con abili genieri che costruivano macchine d'assedio da zero con materiali reperiti sul posto. Questi genieri erano reclutati tra i prigionieri, principalmente cinesi e persiani, e guidati da un generale: es. il cinese Guo Kan al tempo della Presa di Baghdad (1258). Quando i mongoli massacravano l'intera popolazione dagli insediamenti che non si arrendevano loro, spesso risparmiavano gli ingegneri e le altre unità specializzate, assimilandoli rapidamente nei loro eserciti.
Gli ingegneri al servizio dei Mongoli mostrarono un notevole grado d'ingegnosità e pianificazione: es. durante l'assedio d'una città fortificata cinese, i difensori s'erano preoccupati di rimuovere tutte le grandi rocce dalla regione per negare ai mongoli una scorta di munizioni per i loro trabucchi ma gli ingegneri del khan ricorsero a tronchi tagliati ed immersi in acqua come sostituti delle sfere minerali. Durante la campagna mongola contro i Nizariti (1253-1256), quando fu assediata la fortezza dell'Ordine degli Assassini, Alamūt, i mongoli raccolsero grandi rocce da ogni parte del mondo, accumulandole in depositi a un giorno di viaggio l'uno dall'altro fino alle loro linee d'assedio in modo che fosse disponibile un'enorme scorta per le batterie di sfondamento che operavano contro la potente cittadella. I mongoli esplorarono poi le colline intorno ad Alamūt per trovare un terreno più elevato su cui montare baliste, presidiate da ingegneri della Cina settentrionale, i cui colpi penetrarono nella fortezza.

## Strategia
La strategia d'invasione di una nazione nemica era discussa dai mongoli nel kuriltai/kurultaj (tartaro: Qorıltay, mongolo: ᠬᠤᠷᠠᠯᠲᠠᠢ, Хуралдай, Khuraldai), il concilio politico militare dell'aristocrazia mongolo-altaica cui partecipavano solamente i khan, i capi-clan, i generali, i comandanti e tutti coloro che potevano vantare nobili o influenti origini.

### Spionaggio e pianificazione
I mongoli esplorarono attentamente e spiarono i loro nemici prima di qualsiasi invasione. Prima dell'invasione dell'Europa, Batu e Subedei inviarono spie per quasi dieci anni nel cuore dell'Europa, realizzando mappe delle antiche strade romane, stabilendo rotte commerciali e determinando il livello di capacità di ciascun principato di resistere all'invasione. Hanno fatto ipotesi ben istruite sulla disponibilità di ciascun principato ad aiutare gli altri e sulla loro capacità di resistere da soli o insieme. Inoltre, quando invadevano un'area, i mongoli facevano tutto il necessario per conquistare completamente il paese e le sue città. Alcune tattiche prevedevano la deviazione dei fiumi per chiudere rifornimenti/risorse ad una città aspettando che gli abitanti s'arrendessero, radunando civili dalle aree vicine per riempire la linea del fronte per l'attacco della città/paese prima di scalare il muro e saccheggiare l'area circostante e uccidere alcuni del popolo, lasciando quindi che alcuni sopravvissuti fuggissero nella città principale per denunciare le loro perdite alla popolazione principale per indebolire la resistenza, prosciugando contemporaneamente le risorse della città con l'improvviso afflusso di profughi.

### Guerra psicologica e inganno

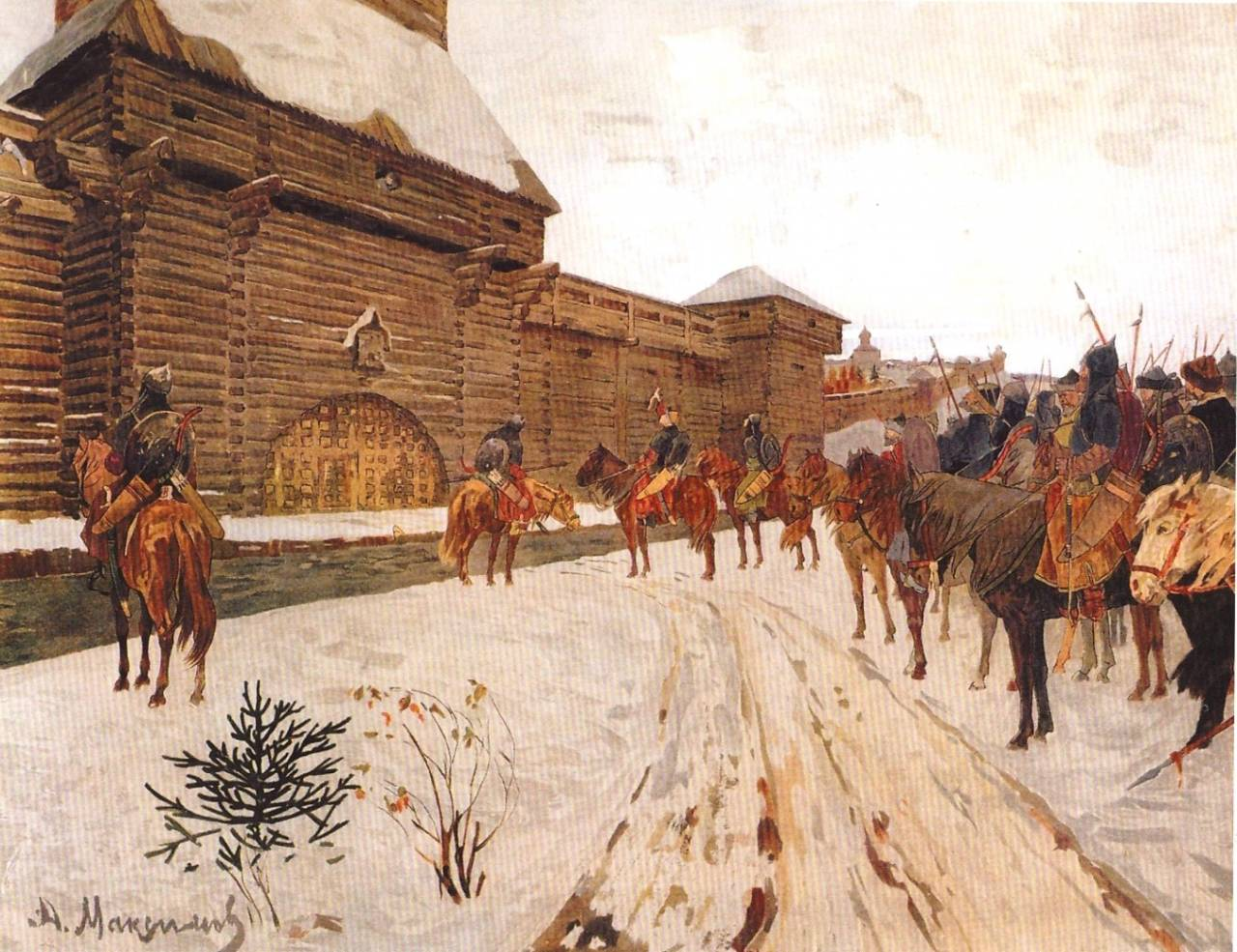
I mongoli schierati fuori Vladimir prima del suo saccheggio.

Come altri popoli dell'antichità (v.si Impero assiro), i Mongoli, da Gengis Khan a Tamerlano, usarono la guerra psicologica con grande successo in molte delle loro battaglie, soprattutto per diffondere terrore nei paesi e nelle città. Spesso offrivano al nemico l'opportunità di arrendersi e rendere omaggio onde salvare la città da saccheggi e distruzione, ben sapendo che per le popolazioni sedentarie non libere di fuggire dal pericolo come i nomadi la distruzione del nucleo abitativo era la peggiore perdita possibile. Quando i nemici accettavano l'offerta, erano risparmiati in cambio di sostegno all'orda con manodopera, rifornimenti e altri servizi. Quando l'offerta era rifiutata, i mongoli distruggevano la città o il paese, permettendo ad alcuni civili di fuggire per diffondere il terrore nei dintorni. Questa prassi originò un perverso gioco all'eccesso che rende oggi poco affidabili i dati specifici, specialmente il conteggio delle vittime: i mongoli li ingigantivano per aumentare la portata della loro possanza mentre i nemici dei mongoli li ingigantivano per velocizzare il reclutamento di un'armata contro i "terribili mongoli".
Un altro modo in cui i mongoli usavano l'inganno e il terrore era legando rami o foglie di alberi dietro i loro cavalli. Hanno trascinato il fogliame dietro di sé in modo sistematico per creare tempeste di polvere dietro le colline per apparire al nemico come un esercito attaccante molto più grande, costringendo così il nemico ad arrendersi. Poiché ogni soldato mongolo aveva più di un cavallo, lasciavano che prigionieri e civili cavalcassero i loro cavalli prima dello scontro per esagerare il numero dei loro effettivi.
Come gli altri popoli della steppa, i mongoli ricorsero spesso all'inganno nelle loro guerre e battaglie, privilegiando affiancamenti ed accerchiamenti che creavano sul campo di battaglia molteplici scenari nei quali i cavalieri della steppa apparivano e sparivano nascondendo il loro effettivo numero, per non parlare delle ritirate simulate (v.si Tattica). C'erano poi approcci puramente psicologici: (A) ritirate-imboscate che prevedevano di attirare il nemico in posizioni vulnerabili mostrandosi da una collina o altri luoghi predeterminati per scomparire nei boschi o dietro le colline mentre le truppe di fianco dei mongoli erano già posizionate strategicamente apparirebbe come dal nulla da sinistra, destra e/o da dietro; (B) fuochi da campo accessi in ratio 5/1 per ogni soldato al fine di far credere a sentinelle e spie nemiche di trovarsi innanzi una forza in schiacciante vantaggio numerico; ecc. I comandanti stessi ricorrevano a inganni premeditati di vario genere: es. Tamerlano vomitò sangue di cinghiale davanti ad ambasciatori stranieri per convincerli della sua debolezza e vulnerabilità.

### Inclusione di truppe straniere
Mentre stavano conquistando nuove nazioni, i mongoli integrarono nei loro eserciti i popoli conquistati loro arresisi. Mentre l'impero si espandevano, cresceva quindi il numero di truppe non mongole inquadrate nelle file dell'esercito: già al tempo della sottomissione della Corosmia, Gengis Khan aveva arruolato a forza i giovani atti alle armi delle città conquistate (es. a Samarcanda nel 1120); suo figlio Ögödei Khan poté organizzare ben 4 tumen interamente composti da guerrieri di etnia Han nell'esercito mongolo, al comando di quattro generali cinesi: Zhang Rou, Yan Shi, Shi Tianze e Liu Heima.
Si arrivò così agli esercito multi-etnici dell'esercito mongolo imperiale: alla Presa di Baghdad (1258), Hulagu Khan poté schierare un'armata che includeva elementi etnici di diverse nazioni e tradizioni militari (fond. georgiani ed armeni), oltre ad un generale di etnica Han, il già citato Guo Kan, tutti sotto il suo comando; soprattutto nella prima fase della campagna contro i Song, i mongoli fecero un uso massiccio di soldati delle minoranze etniche indigene nel sud della Cina (es. dal Regno di Dali); Kublai Khan organizzò un "Esercito Han" (漢軍) dalle truppe di disertori Jīn e un "Esercito appena sottomesso" (新附軍) dai disertori dei Song.
Gli Alani furono reclutati nelle forze mongole in un'unità chiamata "Guardia alana di destra" di soldati «recentemente arresi» dopo che Munke e Guyuk sottomisero ciò che restava del regno di Alania nel 1239. Gli Alani furono impiegati insieme a Mongoli e Cinesi-Han ed assegnati all'area del ex regno uiguro di Kara-Khoja, mentre a Besh Balikh i mongoli stabilirono una colonia militare cinese (Han) guidata dal generale cinese Qi Kongzhi (Ch'i Kung-chih). Contro gli Alani e i Cumani, i Mongoli usarono la tattica del divide et impera: prima i Mongoli dissero ai Cumani di smettere di allearsi con gli Alani e poi, dopo che i Cumani seguirono il loro suggerimento, i Mongoli sconfissero gli Alani, per poi attaccare i Cumani. Effettivi Alani e Cumani figurarono nel Kheshig di Kublai Khan ed ancora nel 1368, alla fine della dinastia Yuan in Cina, fedeli guardie alane accompagnarono l'ultimo imperatore Yuan Toghon Temür. «Munke arruolò nella sua guardia del corpo [Kheshig] metà delle truppe del principe alano Arslan, il cui figlio minore Nicola prese parte alla spedizione dei mongoli contro Karajang [Yunnan]. Questa guardia imperiale alana esisteva ancora nel 1272, 1286 e 1309 ed era divisa in due corpi con quartier generale nella provincia di Ling pei [presso Karakorum].» Complice la loro presenza in Cina al seguito dei Mongoli, gli Alani (così come gli Armeni) furono convertiti al cattolicesimo romano dal missionario Giovanni da Montecorvino (1247– 1328) d'istanza a Khanbaliq.
Nonostante questa integrazione, i mongoli non furono però mai in grado di ottenere lealtà a lungo termine dai popoli stanziali che conquistarono.

## Marina militare

Nujeonseon, "nave torre" coreana utilizzata dai mongoli nell'attacco al Giappone - MODELLO

La marina militare fu, come la poliorcetica, uno dei campi applicativi militari in cui i Mongoli seppero (e dovettero) assorbire il sapere dei popoli sottomessi. L'impero mongolo non sviluppò, né apparentemente ebbe necessità di farlo, una propria marina sino agli Anni 1250, quando vi fu costretto per terminare la campagna contro i Song nella Cina del Sud e per l'invasione del Giappone. Fondamentale fu allora il suo supporto logistico fornito dalla Corea-Goryeo, da poco divenuto uno stato cliente degli Yuan: nella prima invasione del Giappone (1274), i coreani fornirono ai mongoli le navi, 7.000 marinai e a 6-8.000 soldati.
All'atto dell'invasione del Giappone, i mongoli di Kublai Khan si servirono dunque di navi coreane.

Due erano allora le tipologie principali di navi in forza alla marina del Goryeo, la Nujeonseon (lett. "nave torre", hangŭl 누전선, hanja 樓戰船) e la Pyeongjeonseon (lett. "nave piatta", hangul 평전선, hanja 戰船). Il Nujeonseon e il Pyeongjeonseon erano navi da guerra abbastanza grandi da trasportare 200 o più fanti di marina. Erano inoltre robuste, in termini di dimensioni e durata, ed avevano scafo capace di resistere ai Kamikaze (tifone). Questi natanti non erano al tempo dotati di cannoni: lo sarebbero stati solo due secoli più tardi, quando i pirati Wokou iniziarono ad imperversare nel Mar Cinese.
Risulta più difficile ricostruire quali natanti Kublai avesse utilizzato, una manciata d'anni prima, nel complesso teatro bellico-anfibio dello Yangtze, ove giocò le ultime, fondamentali mosse della sua lotta contro i Song. La fase terminale della campagna mongola in Cina meridionale vide infatti dispiegarsi frequenti scontri navali ed operazioni anfibie.

## Stendardi e insegne
Come i turchi, i mongoli utilizzavano quale stendardo il tug/tugh (mn. туг [tʰʊɡ]; tr. tuğ), un pomo di lancia adornato con pelo di yak o di cavallo. Lo stendardo dai peli bianchi era usato come simbolo in tempo di pace, mentre lo stendardo nero era per il tempo di guerra. L'uso della coda di cavallo era fortemente simbolico dato che i cavalli erano fondamentali per il sostentamento dei mongoli. Ad Impero mongolo ormai affermato, lo stendardo nero divenne il deposito dell'anima di Gengis Khan.

### Esplicative
1. ↑  I tungusi Jurchen della Dinastia Jīn, rivale dei Mongoli di Gengis Khan per il controllo sulla Cina aveva un esercito organizzato in unità di mille e di cento uomini - Peers 2006, p. 137 - v.si Dinastia Jīn#Esercito per maggiori dettagli.
2. ↑  (EN) Paul Meyvaert, An Unknown Letter of Hulagu, Il-khan of Persia, to King Louis IX of France, in Viator, vol. 11, 1980.
«Poiché è nostra abitudine preferire i luoghi più freschi delle montagne innevate nella calura estiva, abbiamo deciso di tornare per un po' sui monti della Grande Armenia, tanto più che la maggior parte del cibo e del foraggio era stata consumata dopo la devastazione di Aleppo e Damaco. Tuttavia, abbiamo lasciato indietro alcuni dei nostri uomini per distruggere le roccaforti degli Assassini ancora in piedi. Giacevano nascosti perché erano così pochi e i topolini babilonesi [Mamelucchi] uscirono dalle loro tane e li attaccarono. Alcuni, che disobbedirono ai nostri ordini, invasero i possedimenti franchi e, ricevendo i loro meriti, furono morsi dai suddetti topi. Sebbene la vendetta su questi codardi ci farebbe un po' piacere, nonostante non abbiano causato alcun danno reale, è tuttavia nostra intenzione completare a breve il nostro piano contro i detti babilonesi infedeli della razza canina esattamente come abbiamo fatto contro gli altri ribelli.»

### Bibliografiche
1. 1 2   The Mongols in World History | Asia Topics in World History, su afe.easia.columbia.edu. URL consultato il 9 ottobre 2019.
2. 1 2 3  Phillips 1979, p. 34.
3. 1 2  Phillips 1979, p. 36.
4. ↑   William W. e Rossabi Fitzhugh, Genghis Khan and the Mongol empire, su library.si.edu. URL consultato il 4 ottobre 2019.
5. ↑  (EN) FutureLearn, The Mongol Empire - European Empires: An Introduction, su FutureLearn. URL consultato il 15 ottobre 2019.
6. 1 2  (EN) Walter Pohl, The Avars: A Steppe Empire in Central Europe, 567-822, Ithaca e Londra, Cornell University Press, 2018, ISBN 978-15-01-72940-9.
7. ↑  Nicolle 2000, p. 12.
8. 1 2  (EN) Rossabi Morris, All the Khan's Horses (PDF), su afe.easia.columbia.edu, ottobre 1994.
9. ↑  Historia Mongalorum, VI.15.
10. 1 2  Phillips 1979, p. 35.
11. 1 2 3 4  Phillips 1979, p. 37.
12. ↑  Philips 1979, p. 52.
13. 1 2 3  Lane 2004, p. 31.
14. 1 2  Turnbull 2003, p. 22.
15. ↑  Historia Mongalorum, VI.6-12.
16. ↑  Nicolle 2000, p. 16.
17. 1 2 3  Turnbull 2003, p. 23.
18. ↑  Storia segreta dei Mongoli.
19. 1 2  Turnbull 2003, p. 25.
20. ↑  Peers 2006, pp. 164-165.
21. ↑  (EN) Henrietta Toth e Guek-Cheng Pang, Mongolia, Cavendish Square, 2018.
22. ↑  Turnbull 2003, p. 17.
23. ↑  (EN) Greene, R e Elffers, J., The 33 Strategies of War, 2006,  p. 181.
24. ↑  (EN) Richard A. Gabriel, The Great Armies of Antiquity, Praeger Publishers, 2004, ISBN 0275978095.
25. 1 2  (EN) W. Heissig, A lost civilization : the Mongols rediscovered, traduzione di DJS Thomson, 1966.
26. ↑  (EN) Chun-shu Chang, The Rise of the Chinese Empire, Volume 1: Nation, State, and Imperialism in Early China, ca. 1600 B.C. - A.D. 8, Ann Arbor, University of Michigan Press, 2007,  p. 158, ISBN 978-0-472-11533-4.
27. 1 2 3  (EN) The 15 Military Tactics of Chinggis Khan, su deviantart.com, 5 maggio 2019. URL consultato il 2 marzo 2023 (archiviato dall'url originale il 5 maggio 2019).
28. ↑  (EN) Hildinger, Mongol Invasions: Battle of Liegnitz, in Military History, giugno 1997.
29. ↑  (EN) John Keegan, A History of Warfare, Random House, 1993, ISBN 978-0679730828.
30. ↑  (EN) John C Halpin, Primer on Composite Materials Analysis, in CRC Press, vol. 15, 1992, ISBN 0-87762-754-1.
31. 1 2 3  (EN) Stephen Selby, Archery Traditions of Asia, Hong Kong, 2003, ISBN 9627039470.
32. ↑  Lane 2006, p. 102.
33. ↑  Phillips 1979, p. 38.
34. ↑  Saunders 1971.
35. ↑   Munkhtsetseg, Mongolian National Archery, in Instinctive archer magazine. URL consultato il 16 giugno 2011.
36. ↑  Historia Mongolarum, VI.28.
37. ↑  Turnbull 2003, p. 19.
38. ↑  Lane 2004, p. 98.
39. ↑  Turnbull 2003, p. 14.
40. 1 2  Lane 2004, p. 99.
41. ↑  Phillips 1979, p. 24.
42. ↑  (RU) Bobrov L, Защитное вооружение среднеазиатского воина эпохи позднего средневековья (Panoply of a Late Medieval Central Asian Warrior),  p. 197. URL consultato il 12 febbraio 2021 (archiviato dall'url originale il 27 settembre 2007).
43. 1 2  Andrade 2016, p. 47.
44. ↑  Andrade 2016, p. 45.
45. ↑  Liang 2006.
46. ↑  Andrade 2016, p. 46.
47. ↑  Andrade 2016, pp. 46-47.
48. ↑  Andrade 2016, pp. 47-48.
49. ↑  Andrade 2016, pp. 48-50.
50. 1 2  Andrade 2016, p. 50.
51. ↑  Andrade 2016, pp. 50-51.
52. ↑  Partington 1960, pp. 149, 244 e 250.
53. ↑  Needham 1986, pp. 209-210.
54. ↑  Andrade 2016, p. 15.
55. ↑  Needham 1986, p. 345.
56. ↑  Needham 1986, p. 264.
57. ↑  (EN) Tibor Mende, Hungary, Macdonald & Co. Ltd., 1944,  p. 34.
58. ↑  Partington 1960, p. 250.
59. ↑  Patrick 1961, p. 13.
60. ↑  (EN) May on Khan, Gunpowder and Firearms: Warfare in Medieval India, su networks.h-net.org.
61. ↑  Turnbull 2013, pp. 41-42.
62. ↑  Purton 2010, p. 109.
63. ↑  Patrick 1961, p. 6.
64. ↑  Lu 1988.
65. ↑  (EN) Kenneth Warren Chase, Firearms: A Global History to 1700, Cambridge University Press, 2003,  p. 32, ISBN 978-0-521-82274-9..
66. ↑  Needham 1986, p. 293.
67. ↑  Andrade 2016, p. 53.
68. ↑  Needham 1986, pp. 293-294.
69. 1 2  Needham 1986, p. 304.
70. 1 2  Andrade 2016, p. 329.
71. ↑  Andrade 2016, pp. 53-54.
72. ↑  Andrade 2016, p. 330.
73. 1 2  Andrade 2016, p. 54.
74. ↑  Needham 1986, p. 10.
75. ↑  Arnold 2001, p. 18.
76. ↑  May 2012, p. 1211.
77. ↑  (EN) Sandra Alvarez, The Mongol Siege of Xiangyang and Fan-ch'eng and the Song military, su De Re Militari - The Society for Medieval Military History, 11 maggio 2014.
78. ↑  (EN) Peter Willey, Eagle's Nest: Ismaili Castles in Iran and Syria, Bloomsbury Academic, 2005,  pp. 75-85, ISBN 978-1-85043-464-1.
79. ↑  Nicolle 2000, pp. 19-20.
80. ↑  (EN) sca_class_mongols, su home.arcor.de (archiviato dall'url originale l'8 giugno 2011).
81. ↑  Nicolle 2000, p. 18.
82. ↑  (ZH) 窝阔台汗己丑年汉军万户萧札剌考辨--兼论金元之际的汉地七万户, su wanfangdata.com.cn.
83. ↑  (ZH) 窝阔台汗己丑年汉军万户萧札剌考辨--兼论金元之际的汉地七万户-国家哲学社会科学学术期刊数据库, su nssd.org. URL consultato il 5 aprile 2023 (archiviato dall'url originale il 13 aprile 2020).
84. ↑  (ZH) 新元史/卷146 – 維基文庫，自由的圖書館, su zh.wikisource.org.
85. ↑  (EN) Bin Yang, 4. Rule Based on Native Customs, in Between winds and clouds: the making of Yunnan (second century BCE to twentieth century CE), Columbia University Press, 2009,  p. 112, ISBN 978-0231142540.
86. ↑  (EN) Charles O Hucker, A dictionary of official titles in imperial China, Stanford University Press, 1985, 1985.
87. ↑  (EN) Morris Rossabi, China Among Equals: The Middle Kingdom and Its Neighbors, 10th–14th Centuries., University of California Press, 1983,  p. 255, ISBN 978-0-520-04562-0.
88. ↑  (EN) Charles J. Halperin, The Kipchak Connection: The Ilkhans, the Mamluks and Ayn Jalut, in Bulletin of the School of Oriental and African Studies, n. 63, Cambridge University Press, 2000,  p. 235, JSTOR 1559539.
89. ↑  (EN) Denis Sinor, The Mongols in the West, in Journal of Asian History, n. 33, Harrassowitz Verlag, 1999,  pp. 1-44, JSTOR 41933117..
90. ↑  Nicolle 1998, p. 85.
91. ↑   Arthur Thomas Hatto, Archivum Eurasiae Medii Aevi, vol. 7, Peter de Ridder Press, 1991,  p. 36.
92. ↑  (EN) Henry Yule, Cathay and the Way Thither, Being a Collection of Medieval Notices of China, Asian Educational Services, 1915,  p. 187, ISBN 978-81-206-1966-1.
93. ↑  Lane 2006, "Propaganda".
94. ↑  Turnbull 2013, p. 32.
95. 1 2  (KO) [옮긴글] 고려(高麗)의 선박-(일반 배, 전함), su Daum Cafe.
96. ↑  (EN) Stephen Turnbull, Fighting Ships of the Far East (2) Giappone e Corea 612 –1639 d.C., Osprey Publishing,  p. 15.
97. ↑  Weatherford 2004, p. XVI.

### Fonti
- (MN) Монголын Нууц Товчоо (Mongolyn Nuuc Tovčoo) [Storia segreta dei Mongoli], 1240. ed.  Sergei Kozin (a cura di), Storia segreta dei Mongoli, traduzione di M. Olsùfieva, Guanda, 2021  [1988], ISBN 9788823525818.
- (LA) Giovanni da Pian del Carpine, Historia Mongalorum, post-1247.
- (AR) Rashid al-Din Hamadani, Jami' al-tawarikh, XIV secolo. ed. (EN) Rashid al-Din Hamadani, The Successors of Genghis Khan, traduzione di John Andrew Boyle, Columbia University Press, 1971.

### Studi
In italiano
- E.D. Phillips, L'impero dei Mongoli, Newton Compton, 1979  [1969].

In altre lingue
- (EN) Reuven Amitai-Preiss, The Mamluk-Ilkhanid War, 1998.
- (EN) Tonio Andrade, The Gunpowder Age: China, Military Innovation, and the Rise of the West in World History, Princeton University Press, 2016, ISBN 978-0-691-13597-7.
- (EN) Thomas Arnold, The Renaissance at War, Cassell & Co, 2001, ISBN 978-0-304-35270-8.
- (EN) James Chambers, The Devil's Horsemen: The Mongol Invasion of Europe, Book Sales Press, 2003.
- (EN) T.N. Dupuy, The Encyclopedia Of Military History: From 3500 B.C. To The Present, 2. ed. riv., 1986.
- (EN) Erik Hildinger, Warriors of the Steppe: A Military History of Central Asia, 500 B.C. to A.D. 1700, Da Capo Press, 2001.
- (EN) Peter Jackson, The Mongols and the West, 1221–1410, Pearson Education Limited, 2005, ISBN 0-582-36896-0.
- (EN) Archer Jones, The Art of War in the Western World, 2000.
- (EN) George Lane, Daily Life in the Mongol Empire, Greenwood Publishing Group, 2006  [1952].
- (EN) George Lane, Genghis Khan and Mongol Rule, Westport, Greenwood, 2004.
- (EN) Jieming Liang, Chinese Siege Warfare: Mechanical Artillery & Siege Weapons of Antiquity, Singapore, Leong Kit Meng, 2006, ISBN 978-981-05-5380-7.
- (EN) Gwei-Djen Lu, The Oldest Representation of a Bombard, in Technology and Culture, vol. 29, 1988,  pp. 594-605, DOI:10.2307/3105275, JSTOR 3105275.
- (EN) Timothy May, The Mongol Art of War, Westholme Publishing, 2007. URL consultato il 2 marzo 2023 (archiviato dall'url originale il 28 settembre 2007).
- (EN) Timothy May, The Mongol Conquests in World History, Londra, Reaktion Books, 2012, ISBN 9781861899712.
- (EN) David Morgan, The Mongols, Wiley-Blackwell, 1986, ISBN 0-631-17563-6.
- (EN) Joseph Needham, Science and Civilization in China, vol. 4.3, Cambridge University Press, 1971.
- (EN) Joseph Needham, Science & Civilisation in China, vol. 5.4, Cambridge University Press, 1980, ISBN 978-0-521-08573-1.
- (EN) Joseph Needham, Science & Civilisation in China, 5.7 The Gunpowder Epic, Cambridge University Press, 1986, ISBN 978-0-521-30358-3..
- (EN) David Nicolle, The age of Tamerlane, Osprey Publishing, 2000  [1990].
- (EN) David Nicolle, The Mongol Warlords: Genghis Khan, Kublai Khan, Hulegu, Tamerlane, illustrazioni di Richard Hook, Brockhampton Press, 1998, ISBN 1-86019-407-9.
- (EN) Charles Oman, The History of the Art of War in the Middle Ages, ed. riv., 1953  [1898].
- (EN) J. R. Partington, A History of Greek Fire and Gunpowder, Baltimore, Johns Hopkins University Press, 1999  [1960], ISBN 978-0-8018-5954-0.
- (EN) John Merton Patrick, Artillery and warfare during the thirteenth and fourteenth centuries, Monograph series, vol. 8, Utah State University Press, 1961, ISBN 9780874210262.
- (EN) Peers CJ, Soldiers of the Dragon: Chinese Armies 1500 BC - AD 1840, Osprey Publishing, 2006.
- (EN) Peter Purton, A History of the Late Medieval Siege, 1200–1500, Boydell Press, 2010, ISBN 978-1-84383-449-6.
- (EN) J.J. Saunders, The History of the Mongol Conquests, Routledge & Kegan Paul Ltd, 1971, ISBN 0-8122-1766-7.
- (EN) Martin Sicker, The Islamic World in Ascendancy: From the Arab Conquests to the Siege of Vienna, Praeger Publishers, 2000.
- (EN) Svatopluk Soucek, A History of Inner Asia, Cambridge, 2000.
- (EN) Carl Sverdrup, Numbers in Mongol Warfare, in Journal of Medieval Military History, Boydell & Brewer, 2010, ISBN 978-1-84383-596-7.
- (EN) Stephen Turnbull, The Mongol Invasions of Japan 1274 and 1281, Osprey Publishing, 2013, ISBN 978-1-4728-0045-9.
- (EN) Stephen Turnbull, Mongol Warrior 1200-1350, Osprey Publishing, 2003.
- (EN) J.F. Verbruggen, The Art of Warfare in Western Europe during the Middle Ages, 2. ed. ingl., Boydell Press, 1997, ISBN 0-85115-570-7.